# Juifs et judaïsme en Europe
Les premières traces de la présence de Juifs et du judaïsme en Europe remontent à plus de 2 000 ans avec le développement d'une communauté juive dans la capitale de la Rome antique puis, venant probablement du Proche-Orient, les Juifs s'installent pendant les deux premiers siècles après J-C dans différentes provinces de l'Empire romain, sur le territoire de l'Italie contemporaine puis en Croatie, en Espagne, en Gaule.
La présence des Juifs en Europe est caractérisée par des périodes de tolérance et de développement et des périodes de rejet et de confrontation. L'époque des Omeyyades de Cordoue au Xe siècle est souvent citée comme un temps de coexistence et de tolérance religieuse ; ce concept appelé Convivencia est cependant aujourd'hui très controversé. La présence des Juifs en Champagne au XIe siècle est notamment connue par Rachi auquel son commentaire du Talmud vaut parfois le titre de « tout premier intellectuel français ». Le royaume de Pologne sous les Jagellons de Pologne et les États du pape accueillent des juifs expulsés ou fuyant la violence durant le XVIe siècle.
Au XXe siècle, l'antisémitisme et les massacres provoquent l'émigration des Juifs d'Europe centrale et orientale, en particulier vers les États-Unis et  vers la terre d'Israël. L'antisémitisme culmine avec l'extermination des Juifs au milieu du XXe siècle, ce que les Nazis appellent la Solution finale de la question juive et les Juifs, la Shoah.
Considérés traditionnellement comme les conservateurs du texte hébraïque de la Bible, les Juifs ont joué un grand rôle culturel et économique tout au long de l'histoire mais ont connu des persécutions et des accusations calomnieuses dans la Rome antique, en Europe occidentale au Moyen Âge. Ils ont été expulsés d'Angleterre, de France et enfin d'Espagne. L'émancipation des Juifs lors de la Révolution française leur permet d'accéder à la pleine citoyenneté dans de nombreux pays européens au XIXe siècle et le judaïsme se fractionne alors en multiples courants des plus orthodoxes aux plus assimilés.
En 2013, la population juive européenne, environ 1 400 000 personnes, représente à peine plus d'un dixième de la population juive mondiale d'avant la Seconde Guerre mondiale. Les plus grandes communautés juives européennes se trouvent en France, au Royaume-Uni et en Russie.
De nombreux Juifs ont joué des rôles importants dans le développement des sociétés européennes — dans la culture, les arts, les sciences, la philosophie, la politique, la médecine, l'économie, les sports et d'autres domaines. Les notions de civilisation ou d'Europe judéo-chrétiennes sont devenues communes mais restent controversées.

## Histoire

### Antiquité

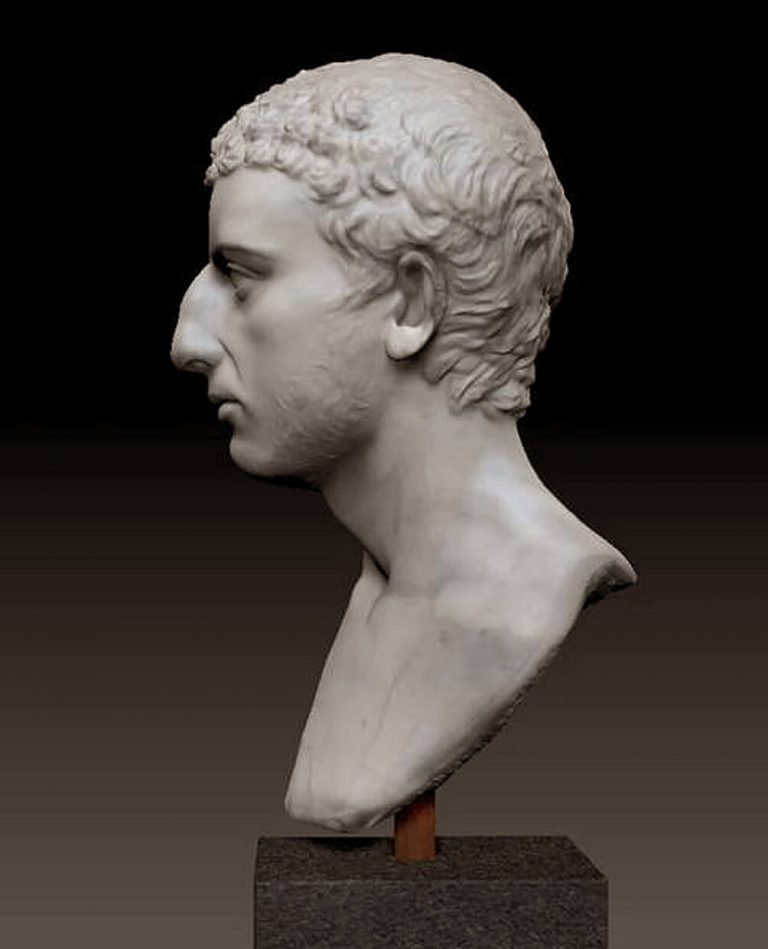
Buste dit de Flavius Josèphe ; la critique, cependant, est sceptique.

Les auteurs tels que Strabon, Cicéron, Philon, Sénèque et Josèphe, tous mentionnent la présence de communautés juives dans les villes du bassin méditerranéen. Mais ces villes sont généralement en Judée, en Syrie et aussi en Égypte, où la ville d'Alexandrie abrite alors la plus importante communauté, les Juifs du temps de Philon formant la population de deux des cinq quartiers de la ville.
La communauté juive de Rome acquiert une certaine importance quand Pompée y déporte des prisonniers capturés lors de la prise de Jérusalem en 63 av. J.-C., et les fait apparemment rapidement libérer,. Sous le règne d'Auguste, vers l'an 6, 8 000 Juifs vivent à Rome selon Flavius Josèphe.
Dans l'Empire romain, la présence de Juifs en Croatie date du IIe siècle, en Pannonie du IIIe au IVe siècle. En 2001, la découverte à Augusta Raurica (Kaiseraugst, Suisse) d'une bague avec une Menorah atteste la présence juive en Germanie supérieure. Des découvertes archéologiques montrent la présence de communautés juives en Espagne et dans le sud de la Gaule dès le IIe siècle. Les Juifs sont présents dans les villes au nord de la Loire et en Gaule narbonnaise au Ve et VIe siècles.
Lors de la naissance du christianisme, les communautés chrétiennes sont confondues par les autorités romaines avec les communautés juives. Les chrétiens dans le but de se démarquer tendent à souligner leurs différences d'avec les juifs.
En 212, l'Édit de Caracalla donne aux hommes libres de l'Empire romain, donc aux Juifs libres, la citoyenneté romaine. Les Juifs vont en bénéficier tant que le droit romain continue à s'appliquer, bien après la chute de l'Empire romain d'Occident en 476. Toutefois, la situation des Juifs se dégrade dès le règne de Constantin avec la promulgation en 315 d'une loi mentionnant le judaïsme comme une « dangereuse [et] abominable secte ».
Puis, au Ve siècle, le Code de Théodose refonde le droit des Juifs en chrétienté. Alors que l'Édit de Caracalla ne mentionne pas les Juifs, le Code de Théodose leur est plus hostile et qualifie la religion juive de superstitio et tend à exclure les Juifs de toute position d'autorité sur les chrétiens.
Au VIe siècle, une loi de Justinien renforce l'abaissement des Juifs : « Nous ordonnons donc que nul hérétique, même ceux qui chérissent la superstition juive, ne puissent porter un témoignage contre les chrétiens orthodoxes [...] ». C'est dans l'Espagne chrétienne wisigothique que cette dégradation de la condition des Juifs est la plus marquée.

### Moyen Âge

#### Le droit pontifical et la théologie chrétienne vis-à-vis des Juifs
Grégoire Ier le Grand impose dès la fin du VIe siècle une vision balancée du judaïsme : « De même que l’on ne doit accorder aux Juifs aucune liberté dans leurs communautés au-delà de ce qu’il est licite de tirer de la loi, de même dans ce qui leur est reconnu ils ne doivent subir aucun préjudice. » Cette position est constamment reprise par l'Église, ainsi dans la bulle Sicut Judaeis promulguée au XIIe siècle par le pape Calixte II qui s'inspire du texte de Grégoire le Grand. Globalement, cette bulle Sicut Judaeis n'affirme pas l'égalité, mais place les Juifs sous la protection pontificale, en les garantissant contre les baptêmes forcés, contre les violences, pour la protection de leurs synagogues et de leurs propriétés. Si la bulle est constamment réaffirmée par les papes jusqu'au XVe siècle, le concile du Latran en 1215 rappelle cette bulle mais la restreint « à ceux d'entre les Juifs qui ne complotent pas contre la chrétienté ».
La raison de cette tolérance des Juifs par l'Église est le fait qu'ils constituent le « peuple témoin », notion augustinienne qui consiste à dire que les Juifs sont un peuple qui fut le témoin des temps antérieurs à ce qui constitue, pour les chrétiens « l'Incarnation ». C'est une notion ambiguë car la présence des Juifs n'est nécessaire qu'en tant qu'ils portent témoignage. Leur dispersion, leur déchéance, leur dégradation prouvent leur erreur.
Un autre point capital dans les relations judéo-chrétiennes, jusqu'au milieu du XXe siècle, est la notion de Verus Israel : la promulgation d'une loi nouvelle par Jésus, rend caduque l'ancienne Loi et l'élection du peuple juif et instaure une nouvelle Alliance. C'est Justin de Naplouse qui, au IIe siècle, aurait le premier énoncé ce concept du transfert de l'élection vers le peuple chrétien.

#### Haut Moyen Âge
Au Haut Moyen Âge, les Juifs sont principalement installés en Espagne et dans l'ancienne Gaule. À partir du IXe siècle, les communautés juives se font petit à petit de plus en plus nombreuses dans les royaumes francs. Toutefois, l'organisation des communautés juives en Occident jusqu'au Xe siècle, hors l'Espagne, reste mal connue, même si l’on sait que des Juifs ont tenu des positions éminentes à la cour de Charlemagne, que son successeur Louis le Pieux a protégé les Juifs face aux menées de l'évêque Agobard de Lyon, et que des lettres de la genizah du Caire témoignent de relations économiques entre les Juifs de France ou d’Allemagne avec ceux du Moyen-Orient. Pour l'historien Pierre Savy, cette présence juive est même « étonnante » car « les Juifs sont les seuls non-chrétiens qui soient tolérés en Occident ».
Les Radhanites semblent avoir été présents sur la plupart des routes commerciales de l'époque en Eurasie : observation, commerce, financement, usure, diplomatie.

#### Âge d'or de la culture juive en Espagne
L'Âge d'or de la culture juive en Espagne désigne la période pendant laquelle les Juifs auraient été généralement bien acceptés dans la société d'Al-Andalus. La nature de cet « âge d'or, » corollaire de la période de La Convivencia pour les uns, mythe instrumentalisé dans le cadre des relations judéo-arabes pour d'autres, et sa durée sont sujettes à débat.
La religion, la culture et la vie économique juives s'épanouissent, au point qu'un Juif Hasdaï ibn Shaprut exerce au Xe siècle les fonctions de vizir auprès du calife omeyyade Abd al-Rahman III et de son fils et successeur Al-Hakam II. Cet Âge d'or est daté de manière variable entre les VIIIe et XIe siècles.
Al-Andalus est un centre clef de vie juive pendant le Moyen Âge, produisant d'importants universitaires et une des communautés juives les plus stables et les plus prospères. Le judaïsme espagnol est alors illustré par un grand nombre de philosophes juifs et universitaires, notamment Salomon ibn Gabirol, l'auteur du Fons Vitae qui inspire les philosophes juifs, chrétiens ou arabes jusqu'à la fin du Moyen Âge, Maïmonide, le médecin de Cordoue qui s'efforce de réconcilier judaïsme et logique aristotélicienne et Juda Halevi, l'auteur du Kuzari, dialogue imaginaire en cinq chapitres entre le roi des Khazars et un rabbin, et des Sionides ou odes à Sion, qui mourut en route pour la terre d'Israël.

#### Les activités des Juifs au Moyen Âge
Au Haut Moyen Âge, les premières témoignages historiques sur les activités des Juifs, montrent que la plupart était engagé dans l'agriculture, et une minorité était engagée dans le commerce ainsi que dans l'artisanat. Le commerce est souvent vu avec suspicion par les chrétiens mais, à partir du XIIe siècle, l'essor du commerce en Flandres et en Italie permet l'arrivée de commerçants chrétiens qui remplacent les Juifs[pas clair]. Qu'il y ait avant la fin du XIe siècle des Juifs, non seulement campagnards, mais même paysans, c'est fort probable. Vers le milieu du Moyen Âge, les Juifs se voient interdire la possession de terres, et Abélard dans son Dialogue d’un philosophe avec un Juif et un Chrétien (1142), fait dire au Juif, qu'il fait parler dans cet ouvrage qu'il ne peut posséder ni champs, ni vignes ni aucune terre, et que c'est pour cette seule raison qu'il est contraint de pratiquer l'usure.
Outre les professions internes à la communauté (rabbin, chantre, enseignant, abatteur rituel, mohel, etc.), les principales activités des Juifs deviennent le commerce, les métiers d'argent et la médecine. Au cours de cette période, des prêteurs juifs prêtent de l'argent aussi bien à des princes qu'à des pauvres, mais souvent sur gages[précision nécessaire].
En effet, la loi juive permet le prêt à intérêt alors que le droit canonique déconsidère le prêt à intérêt quand les chrétiens ont besoin d'argent pour développer leur économie en pleine croissance. Les Juifs prêtent de l'argent aussi bien au jour le jour qu'à longue durée, aussi bien des sommes dérisoires que d'autres énormes, aussi bien à des princes qu'à des pauvres et souvent sur gages.
À partir du XVe siècle, le prêt sur gages des Juifs est concurrencé par l'essor des monts-de-piété, particulièrement en Italie.

#### Grandeur du judaïsme d'Europe occidentale

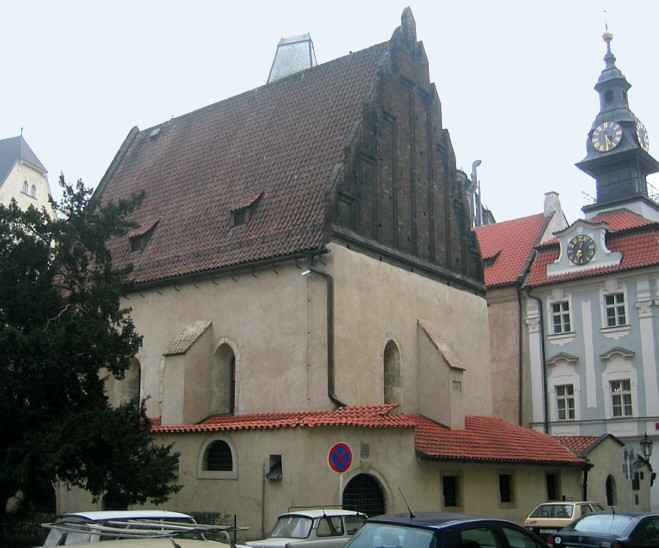
Synagogue Vieille-Nouvelle de Prague (XIIIe siècle).

Autour de l'an mille, les Juifs sont présents en Europe occidentale, en France du nord, en Angleterre et dans la vallée du Rhin.
Selon Simon Schwarzfuchs, le Xe siècle est un grand « réveil » sur le plan culturel. Guershom ben Yehouda (vers 960-1028) devient rapidement la plus grande figure de Mayence, maître incontesté de sa grande yeshiva, l’une des seules académies collégiales de l’époque. Il interdit la polygamie et la répudiation de la femme sans son accord. Rachi (1040-13 juillet 1105) est principalement connu pour son commentaire de la quasi-totalité de la Bible hébraïque et du Talmud de Babylone, continuellement réimprimé jusqu'à aujourd'hui. Ses continuateurs, les Tossafistes illustrent le judaïsme français du XIIe siècle.

#### Persécutions durant la période des croisades
L’antijudaïsme médiéval est complexe, mélangeant les raisons religieuses, la méfiance et la jalousie, mais aussi des motivations fiscales et politiques.

Carte des expulsions de Juifs des territoires européens entre 1100 et 1600. Noms de territoires en noir : lieux d'expulsion, noms en rouge : lieux d’accueil.

À la même époque commencent les persécutions liées aux croisades. Considérées comme des assassins du Christ, des communautés juives sont massacrées tout au long du chemin des Croisés en Rhénanie, à Spire, Mayence, Worms et Ratisbonne, lors de la première croisade. Plus tard viennent les accusations de meurtre rituel. En 1215, le concile du Latran impose aux Juifs le port de la rouelle (signe distinctif permettant d'identifier les Juifs). La peste noire fait nourrir de nouvelles accusations d'empoisonnement contre les Juifs qui subissent de nouveaux massacres en pays germaniques, particulièrement à Strasbourg. Les Juifs sont confinés dans certains métiers dont le commerce d'argent qui suscite l'envie de leurs concitoyens et des princes. Édouard Ier d'Angleterre expulse les Juifs d'Angleterre en 1290. Philippe le Bel expulse les Juifs de France en 1306, ils sont rappelés en 1315 et définitivement expulsés en 1394. Un grand nombre parmi les Juifs expulsés fuient vers la Pologne ou la Lituanie.
À la fin du Moyen Âge, alors que des épidémies de Peste noire dévastent l'Europe, au milieu du XIVe siècle, annihilant plus de la moitié de la population, la rumeur se répand que les Juifs causent la maladie en empoisonnant délibérément des puits. Des centaines de communautés juives sont massacrées.
Le pape Clément VI essaye de protéger le Juifs par une bulle pontificale, le 6 juillet 1348, plusieurs mois après que 900 juifs ont été brûlés vifs à Strasbourg où pourtant l'épidémie n'avait pas affecté la ville.
Pogroms, massacres et expulsions ont marqué la liturgie et la pensée juives, particulièrement ashkénazes : les seli'hot (les textes lus lors des jours de pénitence) et les kinot (lamentations) témoignent de ces terribles massacres qui sont placés dans l'injonction de mémoire si forte dans le judaïsme : Zakhor (souviens-toi !). Un autre texte, Ounetanè Toqef, lu les jours de Roch Hachana rappelle le sort d'un rabbin de Mayence supplicié par l'archevêque en raison de son refus obstiné de se convertir. À partir des croisades, il y a aussi un développement de l'hostilité réciproque entre Juifs et chrétiens.

#### Expulsion des Juifs de la péninsule ibérique

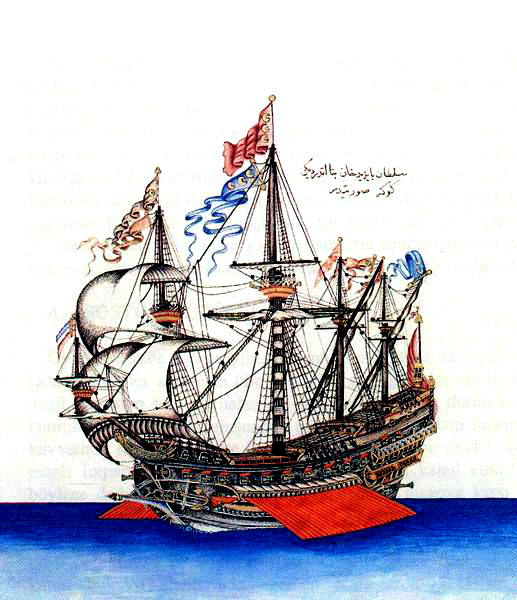
Navire amiral de Kemal Reis, officier du sultan Bayezid II, dont les navires participèrent à l'évacuation des musulmans et des Juifs d'Espagne.

À la fin du XIVe siècle, la reconquête de l'Espagne par les princes chrétiens est pratiquement achevée. Le rôle des Juifs comme intermédiaire entre chrétiens et musulmans devient moins important. Les premières émeutes anti-juives qui ont lieu dans la seconde moitié du XIVe siècle provoquent un mouvement d'émigration des Juifs espagnols vers le bassin méditerranéen.
L’Inquisition espagnole est instituée en 1478 par les Rois catholiques Ferdinand et Isabelle Ire de Castille pour maintenir l'orthodoxie catholique dans leur royaume et est placée sous le contrôle de la monarchie espagnole. Le grand Inquisiteur Tomás de Torquemada, sous le prétexte que les Juifs pourraient inciter les convertis à revenir au judaïsme, obtient un décret par lequel les Juifs sont expulsés d'Espagne en 1492. Pendant près de trois siècles, l'Inquisition continue à pourchasser les marranes c'est-à-dire ceux qui se sont officiellement convertis et qui continuent à observer secrètement les pratiques juives, au risque d'être envoyés au bûcher. De plus, l'obsession de la pureté de sang entraîne, aux XVIe et XVIIe siècles, l'interdiction pour tous ceux ne pouvant se prévaloir d'un statut de limpieza de sangre (pureté de sang c'est-à-dire absence absolue d'ascendance juive) d'accéder aux principales institutions civiles ou ecclésiastiques espagnoles, en exigeant pour tout candidat souhaitant intégrer ces corps, de produire un statut de pureté de sang appuyé sur une longue et coûteuse enquête.
L'Inquisition n'est abolie définitivement qu'en 1834, sous le règne d'Isabelle II d'Espagne.
On peut avoir une idée de la répartition des Juifs en Europe occidentale avant les grandes expulsions de la fin du Moyen Âge en consultant la carte des rues des Juifs en Europe occidentale.

### Essor du judaïsme polonais

#### La Pologne centre du monde juif
L'expulsion des Juifs d'Angleterre, de France, d'Allemagne, puis celle des Juifs d'Espagne en 1492, ainsi que celle des Juifs d'Autriche stimulent une forte émigration vers des pays plus tolérants comme la Pologne. Alors qu'au XVe siècle, seuls quelques milliers de Juifs résident en Pologne et en Lituanie, ils sont 160 000 à y vivre vers 1550 et 350 000 en 1648, soit 5 à 7 % de la population. Avec l'expulsion des Juifs d'Espagne, la Pologne devient le havre reconnu des exilés de l'Europe de l'Ouest et le judaïsme polonais devient le centre culturel et spirituel du peuple juif.
La période la plus prospère du judaïsme polonais suit cette nouvelle immigration juive sous le règne de Sigismond Ier Jagellon (1506–1548), qui protège les Juifs de son royaume. Son fils, Sigismond II (1548–1572), pratique la politique tolérante de son père, garantit aussi l'autonomie des Juifs en matière d’administration communale et pose les fondations de la communauté juive autonome (kahal). On peut dire, à cette époque, que la Pologne est un « paradis pour les Juifs ». Au moins trois quarts des Juifs vivent en Pologne au milieu du XVIe siècle,,. La Pologne accueille alors de nouveaux arrivants juifs, principalement des Juifs d'origine séfarade. Les Juifs religieux prospèrent dans de nombreuses communautés polonaises. En 1503, la monarchie polonaise nomme Jacob Pollak grand-rabbin de Pologne (à moins que ce soit de Petite-Pologne seulement). Le grand-rabbin peut édicter les lois s'appliquant à la communauté juive, gère ses finances et nomme les juges et autres fonctionnaires. Seulement 30 % des taxes levées par le Rabbinat reviennent la communauté juive, le reste est perçu par la Couronne polonaise pour assurer la protection de la communauté juive. À cette époque, la Pologne-Lituanie devient le principal foyer juif ashkénaze et ses yeshivot acquièrent une grande réputation à la fin du XVIe siècle.
De 1580 à 1764, le Conseil des quatre pays (Va'ad Arba' Aratzot) qui siège à Lublin est l'organisme central gouvernant la communauté juive de la Grande-Pologne, la Petite Pologne, la Ruthénie et la Volhynie.
Soixante-dix délégués des communautés locales y discutent et décident des taxes et autres sujets importants pour la communauté juive.

#### Rayonnement intellectuel du judaïsme polonais

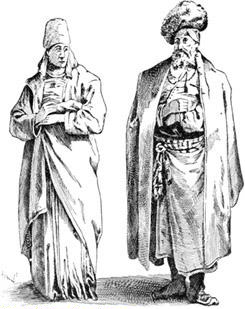
Un couple Juif en Pologne vers 1765.

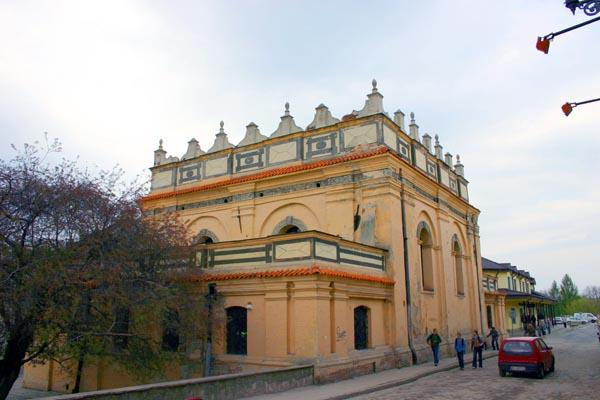
Synagogue de Zamość (1610-1620 - Renaissance tardive).

La culture et le rayonnement intellectuel de la communauté juive en Pologne ont un impact profond sur le judaïsme, particulièrement sur le judaïsme ashkénaze. Du règne de Sigismond Ier de Pologne jusqu'à la Shoah, la Pologne est au centre de la vie religieuse juive (en Europe).
Des yeshivot sont établies sous la direction des rabbins, dans les plus importantes communautés comme Cracovie et Poznań.
Des imprimeries hébraïques existent dès le premier quart du XVIe siècle. En 1550, un Pentateuque (Torah) en hébreu est imprimé à Cracovie. À la fin du siècle les imprimeries juives de cette ville et celles de Lublin produisent un grand nombre de livres juifs, principalement à caractère religieux.
L'influence des rabbins qui font connaître l'esprit du Talmud et la littérature rabbinique et qui enseignent dans les écoles s'étend à toute la vie de la communauté juive polonaise, non seulement à la synagogue mais aussi à la maison, à l'école et dans la vie quotidienne.
Durant le premier quart du XVIe siècle, l'enseignement talmudique se développe en Pologne sous l'im
pulsion de Jacob Pollak, créateur avec son élève Shalom Shachna (1500–1558) du pilpoul (« raisonnement aiguisé »). Shalom Shachna, parmi les pionniers de l'étude du Talmud en Pologne, dirige la yechiva de Lublin d'où sortent les rabbins célèbres du siècle suivant.
Israël, le fils de Shachna devient rabbin de Lublin à la mort de son père en 1558.
Moïse Isserlès (1520–1572), éminent talmudiste du XVIe siècle, élève de Shachna, établit sa yeshiva à Cracovie.
Renommé comme talmudiste et halakhiste, Isserlès est aussi connu comme Kabbaliste, historien, astronome et philosophe.
Son œuvre la plus célèbre principale est Hamappa (littéralement « La nappe »), commentaire critique du Choulhan Aroukh dans lequel il indique les coutumes ashkénazes.
Grâce à la Mappa, le Choulhan Aroukh atteint son statut de référence quasi-universelle pour la Loi juive.
Son contemporain et correspondant Salomon Louria (en) (1510–1573) de Lublin jouit aussi d'une grande réputation parmi ses coreligionnaires ; leur autorité est reconnue par les Juifs de toute l'Europe.
Les rabbins et les savants juifs prennent part à d'ardentes controverses religieuses.
Parallèlement, l'étude de la Kabbale devient l'exclusivité des rabbins et des savants comme Mordecai Jaffe (en) et Yoel Sirkis se consacrent à son étude. Cette période de grand essor intellectuel s'interrompt brutalement au milieu du XVIIe siècle avec le soulèvement de Khmelnytsky où périssent près de 100 000 Juifs et le Déluge polonais (l'invasion de la Pologne par les Suédois).

#### La montée du hassidisme
Pour un article plus général, voir Hassidisme.
La douzaine d'années qui s'étend du début du soulèvement des Cosaques à la conclusion de la guerre contre la Suède (1648–1660) appauvrit considérablement la république des Deux Nations (polonaise et lituanienne) qui perd plusieurs millions de ressortissants et marque profondément et durablement la vie sociale et la vie culturelle des Juifs polonais et lituaniens. La condition des Juifs, moins soutenus par le pouvoir royal, se fait plus difficile et la production intellectuelle des Juifs de Pologne diminue considérablement. L'étude du Talmud, jusque-là était pratiquée par un grand nombre, ne devient plus possible que par une minorité. De plus, les commentaires talmudiques des rabbins se concentrent sur des points de forme sans réelle importance, plutôt que de fond. Au même moment, des « faiseurs de miracles » portés sur le mysticisme font leur apparition dans le monde juif. Ce phénomène affecte le judaïsme polonais, tels les faux messies, dont Sabbataï Tsevi pourtant installé dans l'Empire ottoman, et Jacob Franck.
À cette époque de mysticisme et d'études rabbiniques excessivement formelles apparaissent les enseignements d'Israël ben Eliezer (1698–1760) plus connu sous le nom de Baal Shem Tov ("Maître du Bon Nom") ou BeShT, qui ont un effet profond sur les Juifs d'Europe de l'Est et de Pologne en particulier. Ses disciples enseignent et encouragent le hassidisme, nouveau mouvement du judaïsme fondé sur la ferveur et la Kabbale. Les Hassidim insistent particulièrement sur la communion joyeuse avec Dieu, en particulier par le chant et la danse.
La montée du hassidisme en Pologne et au-delà a une grande influence sur l'émergence du judaïsme haredi dans le monde puis sur les dynasties hassidiques telles que celles de Habad-Loubavitch, Aleksander, Bobov, Gour, Nadvorna, entre autres et plus récemment sur des rabbins d'origine polonaise incluant Rabbi Yosef Yitzchok Schneersohn (1880–1950), le 6e chef du mouvement Loubavitch. Deux des plus célèbres d'entre eux sont Samuel Oppenheimer et Samson Wertheimer.
Toutefois, la crainte du mysticisme et de voir les Juifs retomber sous l'emprise de faux messies explique aussi l'essor d'une forte opposition au hassidisme dans les milieux orthodoxes. Elle se développe particulièrement dans les grandes académies à de Lituanie, à Vilna en particulier.
Le plus grand leader de ce courant fut à l'époque le Gaon de Vilna (1720–1797), qui n'hésite pas à lancer deux herem (excommunication) contre les Hassidim, et à interdire tout mariage avec eux.

#### Unité des Juifs en Europe centrale
Malgré la multiplicité des états, l'évolution des frontières et la variété des statuts des Juifs en Allemagne, en Europe centrale et en Pologne, voire plus loin, ce qui frappe une historienne comme Marie-Élisabeth Ducreux, c'est « l'unité des Juifs », liée à une langue commune, le Yiddish et aux liens familiaux, religieux et économiques des élites juives et aux nécessités du commerce régional et international qu'assument les Juifs.
Certains auteurs rassemblent cette unité relative autour du concept de « Yiddishland », comme désignant une entité territoriale mouvante rassemblant les communautés d'Europe centrale et orientale.
Au XVIe siècle se généralise un phénomène nouveau, les « Juifs de cour » ou Hofjüden, banquiers des souverains, créanciers et fournisseurs des armées et des cours.
Ces hauts personnages, nombreux dans les villes de résidence des Habsbourg soutiennent aussi les communautés juives par leurs activités de bienfaisance et d'instruction, et d'investissement dans des entreprises, quand cela leur est autorisé.

### La Haskala et l'émancipation

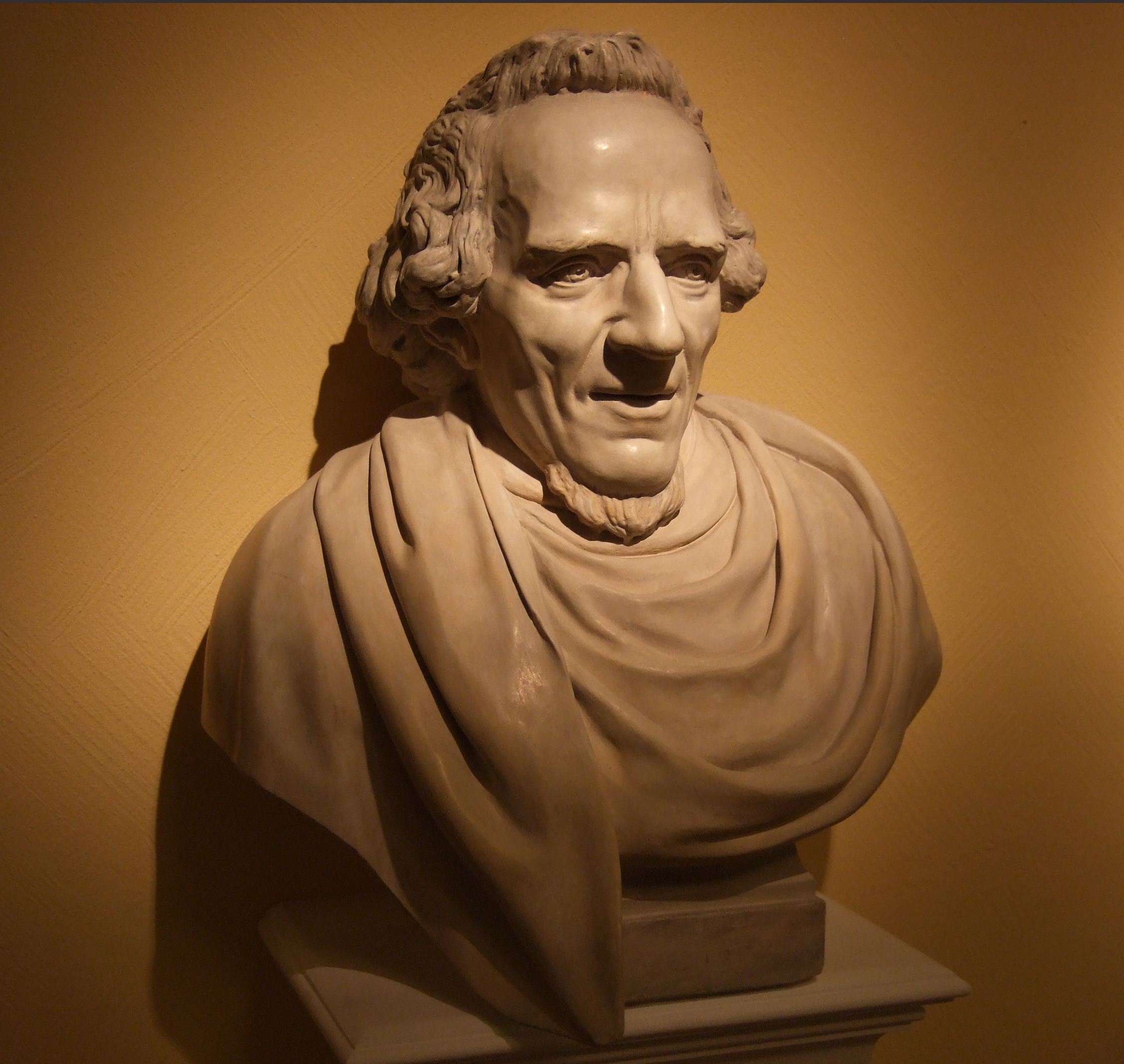
Buste de Moïse Mendelssohn.

Au début du XVIIIe siècle, les Juifs sont peu nombreux en Europe occidentale. C'est aux Pays-Bas qu'ils jouissent de la meilleure condition et d'une quasi-égalité de droits. Ils sont admis en Grande-Bretagne depuis l'époque de Cromwell et sont tolérés en France dans quelques provinces comme l'Alsace ou l'Aquitaine, moyennant interdictions professionnelles et discrimination fiscale. En Allemagne, leur situation varie dans les différents états du Saint-Empire. C'est là que se développe l'Aufklärung, la version allemande des Lumières. Le haut fonctionnaire protestant Christian Wilhelm von Dohm, défenseur de l'Aufklärung, écrit, en 1781, à la demande de Moïse Mendelssohn, Über die buergerliche Verbesserung der Juden (De l'amélioration civique des Juifs).
La Haskala est un mouvement de pensée juif des XVIIIe et XIXe siècles, fortement influencé par le mouvement des Lumières.
Il se traduit essentiellement par une volonté d'intégration totale des communautés juives ashkénazes dans les sociétés européennes, minimisant leur particularisme culturel. Moïse Mendelssohn, influencé par les idées de tolérance de son ami Lessing en est le plus illustre promoteur et publie en 1783 « Jérusalem ou Pouvoir religieux et judaïsme » qui, à son tour, va influencer des acteurs importants de Révolution française, dont Mirabeau et l'abbé Grégoire qui publient en 1787 des textes fondamentaux.
Mirabeau fait connaître Mendelssohn dans son ouvrage Sur Moses Mendelssohn, sur la réforme politique des Juifs et l'abbé Grégoire publie son Essai sur la régénération physique, morale et politique des Juifs en réponse à un concours organisé par la Société royale des Sciences et des Arts de Metz qui le prime en 1788.
Sur le plan politique, le principe de tolérance progresse à la fin du XVIIIe siècle avec quelques étapes clés comme l'Édit de tolérance de Joseph II d'Autriche (1781) qui accorde la liberté de culte aux Protestants comme aux Juifs (en 1782), la suppression du péage corporel en Alsace (1784) et l'Édit de tolérance de Louis XVI (1787) qui accorde l'état-civil aux non-catholiques de France mais qui n'est toutefois pas ratifié par tous les Parlements de France.

#### L'émancipation en France
La question juive est discutée à plusieurs reprises de 1789 à 1791 par l'Assemblée constituante.
La pleine citoyenneté est d'abord accordée aux Juifs du Sud-Ouest et à ceux d'Avignon et du Comtat-Venaissin et le 28 septembre 1791 à tous les Juifs du royaume.
Les dernières lois discriminatoires sont abolies seulement sous la monarchie de juillet (1830-1848).

#### L'émancipation dans les autres pays européens
Les armées de la République puis de l'Empire propagent manu militari les idées de la Révolution française dont celles de l'émancipation des Juifs, là où elles contribuent à des changements de régime. En Italie, les murs des ghettos tombent ainsi qu'en Allemagne mais la chute de l'Empire amène une forte réaction, à Rome comme en Allemagne. Toutefois, peu à peu, les Juifs obtiennent l'égalité des droits tout au long du XIXe siècle, à l'exception de l'Empire russe qui inclut la Pologne et de la Roumanie.

#### Le yiddish
Les promoteurs de la Haskala méprisent le yiddish, jargon du ghetto, stigmate d’un passé détesté et emblème d’une culture rejetée en bloc comme irrémédiablement obscurantiste.
Ils écrivent cependant dans cette langue afin de diffuser leurs idées au plus grand nombre de leurs coreligionnaires et s'en prennent au hassidisme, perçu comme un frein à la modernisation sociale.
Le yiddish (avec ses nombreuses variantes régionales) est la langue vernaculaire de tout le monde juif ashkenaze de l'Alsace à la mer Noire et est un puissant facteur d'unité culturelle malgré la diversité politique et même religieuse.
Il voit l'éclosion d'une riche littérature aux XIXe et XXe siècles avec, entre autres, Cholem Aleikhem, Shalom Anski ou Isaac Bashevis Singer.

### XIXesiècle: les bouleversements dans le judaïsme

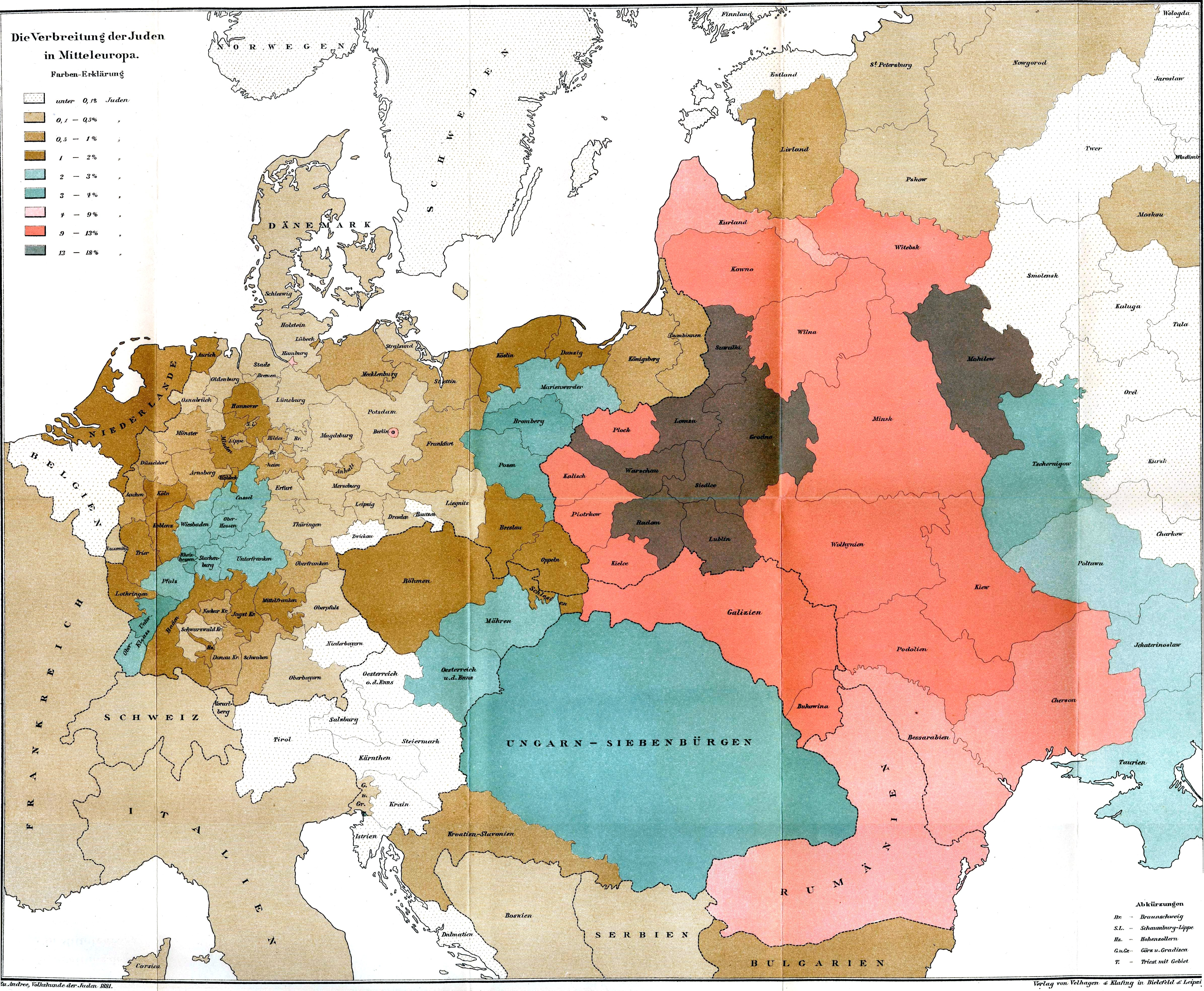
Les Juifs d'Europe centrale (1881) d'après : le rouge et le gris foncé représentent les régions où la population juive est supérieure à 9 % de la population totale.

L'émancipation bouleverse l'existence des Juifs en ce sens que pour la première fois depuis l'antiquité, les Juifs partagent la société des non-Juifs et sont donc confrontés au mode de vie moderne et souvent séculier des sociétés européennes. Ils réagiront de diverses façons très différentes les unes des autres, et dès le XIXe siècle, les Juifs se partagent en juifs orthodoxes, en juifs conservateurs, en juifs libéraux ou réformés et en Juifs assimilés. C'est souvent en Allemagne que ces différents courants se développent parce que les Juifs y sont relativement nombreux et que le développement du pays en fait l'un des plus avancés socialement. Au cours du XIXe siècle et malgré les progrès de l'émancipation, le judaïsme doit faire face à un antisémitisme croissant qui culmine par des pogroms dans l'Empire russe. Cet antisémitisme est la cause d'une forte émigration et de l'émergence du sionisme.

#### Judaïsme réformé ou libéral
Le judaïsme réformé apparaît en Allemagne au siècle des Lumières, dans la mouvance de la Haskalah lancée par Moïse Mendelssohn. Au XIXe siècle, dans un contexte historique d’évolution vers l’émancipation des Juifs, les tensions entre la société moderne et le mode de vie des communautés israélites traditionnelles se font plus aiguës qu'auparavant. Divers courants de pensée naissent alors qui, encourageant les juifs à embrasser la modernité, les invitent à se mêler à la société extérieure. Les Jüdische Reform-Genossenschaft (unions judaïques réformées) de Francfort et de Berlin sont les premières à recevoir une existence officielle. Une des figures de proue du courant réformé est Samuel Holdheim.
Le mouvement réformé se compose de divers courants préconisant des réformes assez radicales dans la théologie et les pratiques judaïques. Se basant sur l’analyse historique et les Études juives (Wissenschaft des Judentums) commencées par Leopold Zunz (1794-1886), ils dénient à la Torah et au Talmud toute valeur de parole divine intouchable, et jugent de nombreuses observances halakhiques contraignantes comme inutiles, sans fondement et obsolètes. Certains réformés proposent même l'abandon de la cacheroute, du shabbat et de la circoncision. La liturgie est simplifiée : on utilise des livres de prières (siddour) en allemand, les services sont abrégés et s'enrichissent d'un sermon et d'un accompagnement musical.
Quant au judaïsme libéral, c'est à quelques nuances près, le nom que prend le judaïsme réformé en France ou au Royaume-Uni.

#### Judaïsme orthodoxe
C'est à partir de l'apparition du judaïsme réformé que le judaïsme traditionnel, tel qu'il continuait d'être vécu en Pologne ou en Russie a été appelé judaïsme orthodoxe, qui se définit comme le gardien de la tradition religieuse.
Mais pour les orthodoxes, la réponse juive à la modernisation de la société peut être de plusieurs types. En Allemagne, le rabbin Samson Raphael Hirsch (1808-1888) préconise le respect des Mitzvot (commandements), l'étude de la Torah et du Talmud et théorise une approche prudemment ouverte à la modernité technique et sociale. Les Juifs doivent rester proches de leurs valeurs, mais ils peuvent participer à la vie sociale de la société dans laquelle ils évoluent. Ce courant engendre ce qu'on appelle souvent aujourd'hui l'orthodoxie « moderne ».
En Europe centrale et orientale, le judaïsme orthodoxe rejette souvent massivement l’entrée dans les sociétés de type occidental, considérées comme antinomiques dans leurs valeurs avec la tradition juive. Deux principes fondamentaux sont appliqués dans le monde haredi (craignant-Dieu) : « ce que dit la Torah », et « la foi dans les sages ». « Il faut entendre par-là un système […] dans lequel toute pensée, toute action est gouvernée par les textes sacrés. Il n’y a pas de combinaison possible avec une autre source d’inspiration, une autre philosophie. Et la Loi religieuse n’est pas censée régir un domaine spécifique de la vie, mais la vie dans son intégralité ».

#### Judaïsme conservateur
Les rabbins occidentaux formés aux idées de la Haskala, cherchèrent à concilier judaïsme et modernité. L'un d'entre eux, le rabbin allemand Zacharias Frankel (1801-1875) fonda en 1854 le séminaire théologique juif de Breslau, le premier séminaire rabbinique moderne, liant étude traditionnelle juive et cursus universitaire. Ce séminaire devenu un modèle du genre, devait donner naissance au mouvement Massorti, appelé également « conservateur ». Massorti est le nom actuel hébreu qui signifie à la fois tradition et transmission.
Le mouvement Massorti se distingue aussi bien du mouvement réformé qui pensait que les règles de la halakha (système juridique de la Loi orale fondée sur le Talmud) n'étaient plus contraignantes, qu'aux orthodoxes qui n'acceptaient aucun changement à son interprétation traditionnelle. Le rabbin Frankel soutenait que la halakha devait absolument être observée, mais que son interprétation devait être souple pour permettre une adaptation optimale des Juifs aux besoins des temps. Il trouvait la justification de cette position, définie comme historique et positive, dans l'histoire du judaïsme, qui montrait clairement que la loi avait fait autrefois l'objet de nombreuses interprétations différentes avant d'être figée par certains groupes à partir du Moyen Âge.
Dans l'approche Massorti du judaïsme, la recherche historique tient un rôle important et Zacharias Frankel associa l'historien Heinrich Graetz à la création du séminaire rabbinique de Breslau.

#### Juifs assimilés
Moïse Mendelssohn est le héraut d'un idéal où les Juifs d'Europe jouiraient d'une même liberté et vivraient selon les mêmes lois que leurs concitoyens. Il ne serait plus nécessaire pour les Juifs d'embrasser la religion de la majorité. La Révolution française crée les conditions pour la réalisation de cet idéal. L'activité juive officielle se limite alors à la communauté religieuse. En Europe occidentale, l'éducation séculière affaiblit rapidement l'acceptation par les Juifs de leur tradition dans les domaines comme la langue, la soumission à la loi rabbinique ou l'habillement. Certains Juifs quittent la communauté pour ne garder qu'un vernis culturel juif ou même se fondre totalement dans la société de leur pays en se convertissant au christianisme. D'autres se tournent vers le judaïsme réformé et par réaction, se développe le courant de l'orthodoxie moderne.

#### Antisémitisme et émigration
Le XIXe siècle est aussi marqué par le développement, un peu partout en Europe, de l'antisémitisme qui entraîne de multiples réponses de la part des Juifs. Les Juifs avaient pu profiter des nouvelles lois imposées par Napoléon pour mieux s'intégrer à la société allemande. Après sa défaite, la réaction impose des mesures discriminatoires contre les Juifs en Allemagne et en Bavière ; des manifestations antisémites se produisent en 1818 et 1819. En Prusse, dès 1822, ils ne peuvent plus prétendre à un emploi public. Le nombre de mariages juifs est limité. Aussi, dès 1836, les Juifs émigrent-ils de Bavière vers les États-Unis et en 1840 le nombre d'émigrants se montent à 10 000.
Dès les années 1870, les immigrants d'Europe orientale arrivent aux États-Unis comme le montre la parution des premières publications américaines en yiddish. Mais c'est à partir de l'assassinat du tsar Alexandre II en 1881 et des vagues de pogroms qui l'ont suivi que l'émigration devient massive. Les Juifs sont rendus responsables de son assassinat. La politique du gouvernement au sujet des Juifs tient dans ce programme : « Un tiers des Juifs sera converti, un tiers émigrera, un tiers périra ». En 1881 éclatent plus de cent pogroms : les principaux sont ceux d'Elisabethgrad le 15 avril 1881, de Kiev le 26 avril, d'Odessa du 3 au 5 mai 1880, de Varsovie, alors possession russe entre décembre 1881 et janvier 1882 et de Balta le 22 mars 1882. L'émigration est renforcée par l'expulsion des Juifs de Moscou en 1890, par les pogroms de Kichinev en 1903 et par ceux qui suivent la défaite russe dans la guerre russo-japonaise et la révolution avortée de 1905. Cette émigration amène deux millions de Juifs en Amérique et n'est ralentie qu'avec l'Immigration Act de 1924.
Cette émigration d'Europe orientale augmente aussi sensiblement la population juive d'Europe occidentale. Ainsi, en France, la population juive passe-t-elle de 60 000 en 1882 à 120 000 en 1914. C'est en France que survient, en 1894, l'affaire Dreyfus, accusation envers un officier juif de trahison, fondée sur un faux forgé par un autre officier français. Cette affaire déchire l'opinion publique et n'est réglée que par la réhabilitation complète de Dreyfus en 1906. Son retentissement international révèle au monde une nouvelle forme d'antisémitisme qui s'attaque non aux Juifs traditionnels qui habitent les ghettos d'Europe orientale, mais aux Juifs assimilés ayant bénéficié de l'émancipation.
Outre l'émigration, les Juifs développent deux réponses politiques à l'antisémitisme, le bundisme et le sionisme.

#### Le Bund
Le Bund, est un mouvement socialiste juif créé à la fin du XIXe siècle dans l'Empire russe. Militant pour l’émancipation des travailleurs juifs dans le cadre d’un combat plus général pour le socialisme, il prône le droit des juifs à constituer une nationalité laïque de langue yiddish. Il s’oppose donc tant au sionisme qu’au bolchevisme, dont il critique les tendances centralisatrices. Avec sa presse de qualité, le Bund connaît une audience considérable, particulièrement en Pologne. Il perd beaucoup de ses partisans en Russie quand ceux-ci se rallient au bolchevisme après la révolution russe et la plupart de ses membres polonais disparaissent dans la Shoah.

#### Sionisme

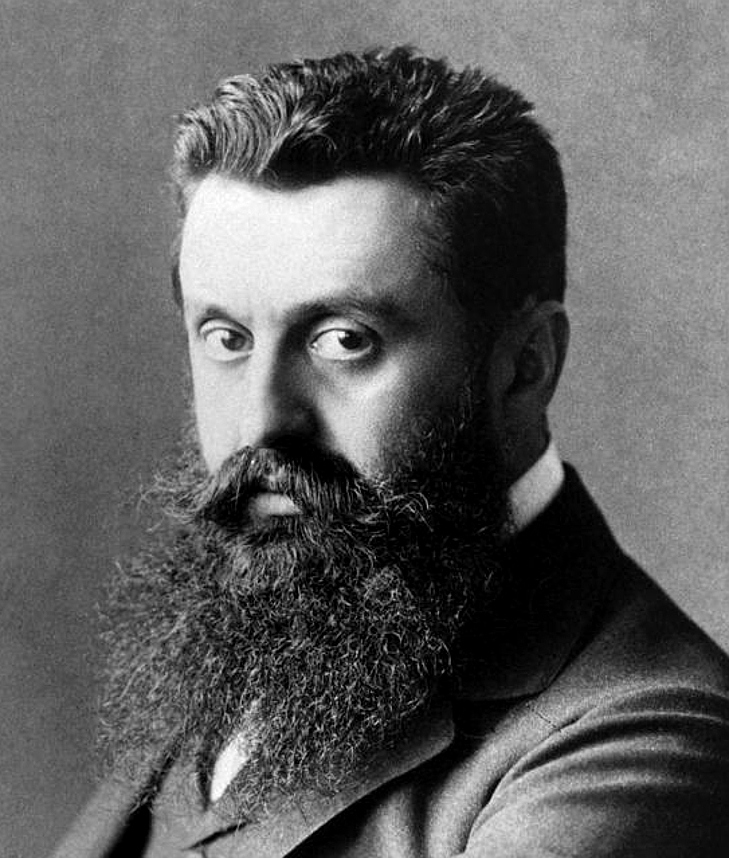
Theodor Herzl.

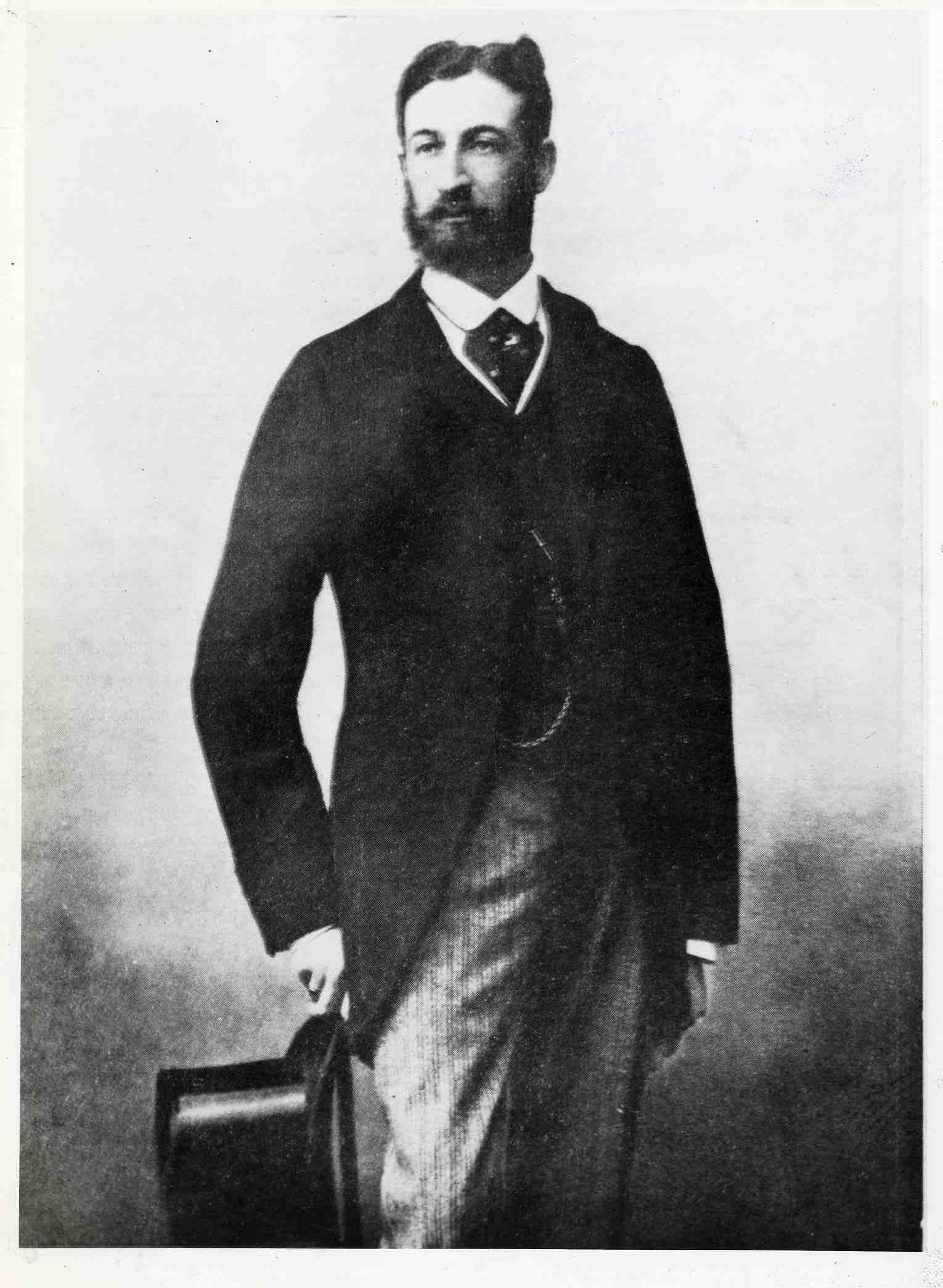
Edmond de Rothschild.

Le retour à Sion est une aspiration constante du judaïsme. Dès le Moyen Âge, des Juifs sont allés s'établir en Terre sainte, qu'ils appellent terre d'Israël : Juda Halévi, l'auteur des Sionides, meurt en se rendant en terre d'Israël, Nahmanide et Yehiel de Paris s'y établissent après avoir dû participer en Europe à des disputations, Ovadia ben Abraham de Bertinoro rétablit une administration efficace de la communauté juive de Jérusalem au XVe siècle, le rabbin espagnol Yossef Karo rédige au milieu de XVIe siècle le Choulhan Aroukh à Safed, des yechivot ashkénazes sont établies à Jérusalem au XVIIIe siècle. Mais, pour eux le rétablissement d'un État juif reste une prérogative divine.
Après les sanglants pogroms de 1881, un médecin d'Odessa, Léon Pinsker, publie à Berlin en septembre 1882 Auto-émancipation, le premier manifeste sioniste même si le terme n'existe pas encore.
Très rapidement, Léon Pinsker prend la direction des Amants de Sion, un réseau peu structuré de sociétés qui regroupent « tout fils d’Israël qui admet qu'il n'y a pas de salut pour Israël tant qu'un gouvernement juif ne sera pas installé en terre d'Israël ».
Le premier groupe est créé en 1881 par des étudiants de Saint-Pétersbourg, avant même la parution du livre de Pinsker. Il y a rapidement une centaine de sociétés, surtout dans l'empire russe, mais aussi en Roumanie dont le but est d'organiser l'émigration de Juifs vers la Palestine (alors partie intégrante de l'empire ottoman).
L'émigration des « Amants de Sion » se déroule surtout dans les années 1880, dans le traumatisme suivant les pogroms de 1881. C'est la « première aliyah». Elle ne touche qu'environ 10 000 personnes. Simultanément, à partir de 1882, le baron Edmond de Rothschild commence à acheter des terres en Palestine et devient un des soutiens les plus actifs du sionisme naissant, finançant le premier établissement à Rishon LeZion. Il est un des hommes clefs de la réussite de cette première Aliyah.
L'Affaire Dreyfus, qui se déroule en France à partir de 1894, choque profondément les Juifs émancipés. La profondeur de l'antisémitisme dans un pays qui a été le berceau des Lumières et de la liberté laissa beaucoup de questions pendantes sur leur sécurité en Europe. Parmi ceux qui suivent l'affaire, il y a un Austro-Hongrois qui vit à Vienne, Théodore Herzl, lequel publie un essai Der Judenstaat (« L’état des Juifs ») en 1896 puis Altneuland ("La vieille nouvelle terre") en 1897. Il décrit l'Affaire comme un tournant personnel. Auparavant non sioniste, Herzl devient un ardent pro-sioniste. En phase avec les idées du XIXe siècle, Herzl croit en un État juif pour une nation juive. Dans ce sens, il argüe que les Juifs peuvent devenir un peuple comme les autres et que l'antisémitisme cessera alors d'exister.
Théodore Herzl donne au sionisme politique une urgence nouvelle et pratique. Son action aboutit à la création de l'Organisation sioniste mondiale et, avec Nathan Birnbaum, il planifie le premier congrès à Bâle (Suisse) en 1897. Dans les premières quatre années, l'Organisation sioniste mondiale se réunit chaque année. Ensuite, jusqu'à la Seconde Guerre mondiale, elle se réunit tous les deux ans. Le yichouv en Palestine se développe considérablement, mais sa population ne se monte en 1936, quelques années avant la Seconde Guerre mondiale, qu'à 150 000 personnes, c'est-à-dire guère plus d'un pour cent de la population juive européenne de la même époque. En effet, le sionisme se heurte à une forte opposition ou indifférence aussi bien de la part des Juifs assimilés que des Juifs orthodoxes et ce jusqu'à la seconde Guerre mondiale.

### Première Guerre mondiale et montée du nazisme
Durant la Première Guerre mondiale,les Juifs combattent comme leurs concitoyens des pays auxquels ils appartiennent. 6 000 Juifs meurent pour la France et 12 000 autres meurent pour l'Allemagne. Les Juifs peuvent donc se considérer comme des citoyens à part entière des deux principaux pays qui se sont affrontés. En Allemagne, un Juif, Walter Rathenau, devient même ministre des Affaires étrangères. De même, les révolutions successives en Russie apporte aux Juifs l'égalité des droits dont ils ne jouissaient pas encore.
La guerre civile qui suit la révolution russe donne lieu à de multiples pogroms, menés par les différentes troupes contre-révolutionnaires, particulièrement en Ukraine.
Mais aussi, très souvent, la situation des Juifs devient plus difficile dans les petits états nationalement homogènes qu'elle n'était dans les vastes empires multinationaux d'avant la guerre. En Allemagne, les Juifs sont rapidement accusés d'être responsables de la défaite et Rathenau est assassiné en 1922. Le parti nazi, dont le chef Adolf Hitler fonde son action sur la haine des Juifs, n'a encore guère d'audience dans les années 1920 mais la crise de 1929 permet son succès puis sa prise de pouvoir en 1933. Dès lors, les lois et les actions antisémites se succèdent amenant chaque fois une dégradation dans la situation des Juifs. Les magasins juifs sont boycottés dès la prise du pouvoir, alors que les brimades se multiplient. En 1935, ce sont les lois de Nuremberg qui retirent la citoyenneté aux Juifs allemands. En septembre 1938, c'est la Nuit de Cristal, pogrom gouvernemental à l'échelle du pays où des centaines de synagogues sont détruites, plusieurs milliers de Juifs tués et plus de 30 000 déportés en camps de concentration.
Dès avant la seconde Guerre mondiale, les Nazis occupent l'Autriche en mars 1938 et la Tchécoslovaquie (octobre 1938 - mars 1939) et les mesures anti-juives visent immédiatement les Juifs de ces pays.

### Seconde Guerre mondiale et Shoah

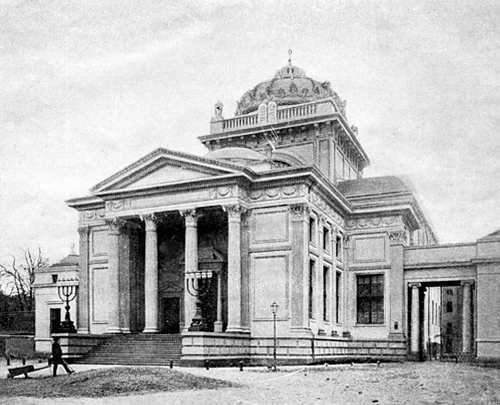
Grande synagogue de Varsovie, détruite en 1943.

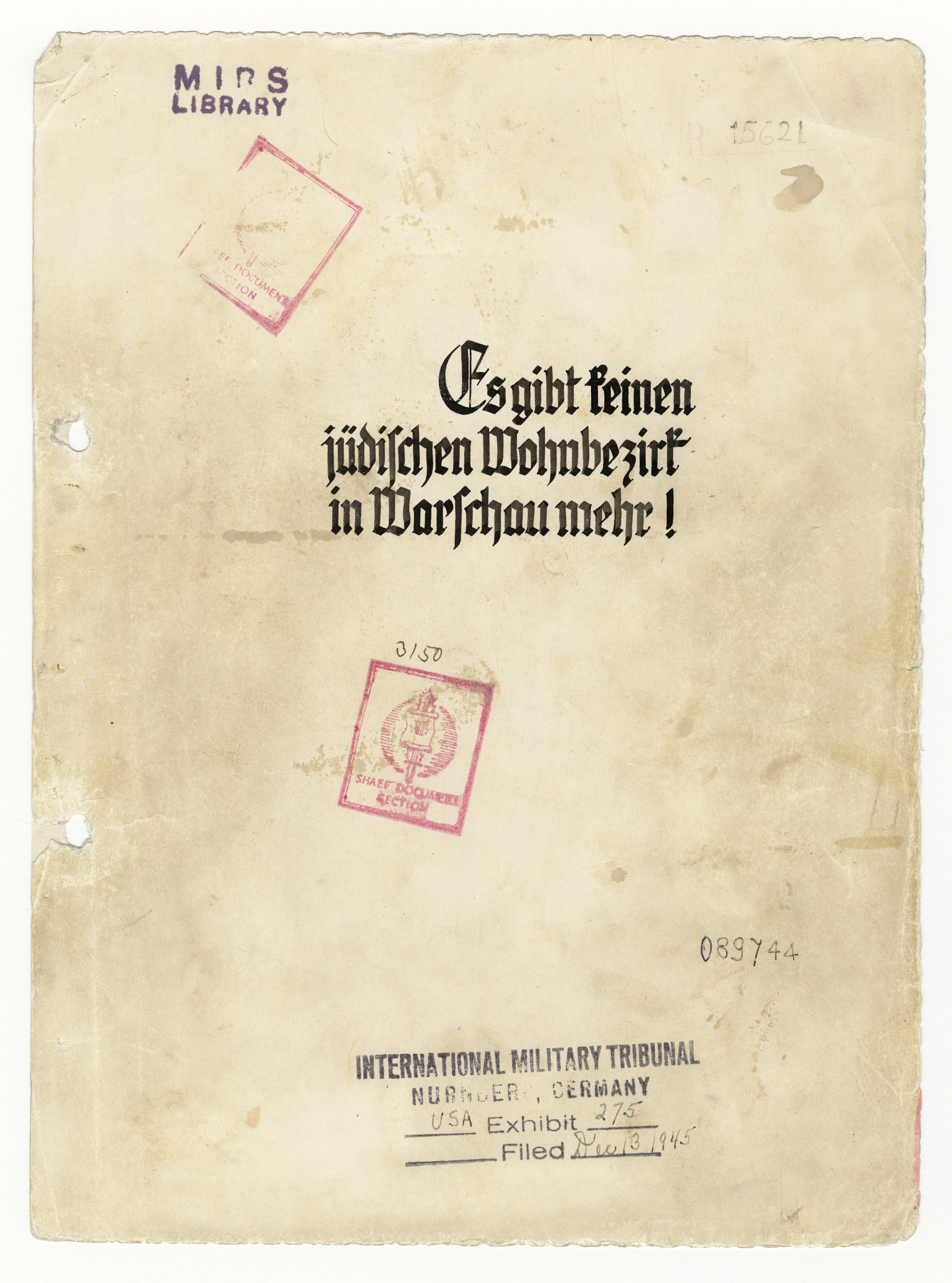
Page de couverture du rapport Stroop : « Es gibt keinen jüdischen Wohnbezirk in Warschau mehr ! » ou « Le Ghetto de Varsovie n'existe plus ! ».

Le terme de Ha-Shoah (hébreu : השואה) est le terme généralement utilisé pour désigner le massacre d'environ 6 000 000 de Juifs d'Europe pendant la Seconde Guerre mondiale comme faisant partie d'un programme d'extermination délibérée planifié et exécuté par le régime du Parti national-socialiste des travailleurs allemands (NSDAP) en Allemagne nazie dirigée par Adolf Hitler et son successeur éphémère Karl Dönitz. Les Anglais et les Américains lui préfèrent le terme d'holocauste.
En Europe centrale et orientale, au fur et à mesure de l'occupation des territoires par les troupes allemandes, de 1939 à la fin de la guerre, les Juifs sont regroupés en ghettos où ils sont affamés. Puis les nazis mettent à exécution leur plan de solution finale de la question juive en déportant les Juifs vers les camps de concentration et les camps d'extermination. Leur résistance, sans aucun soutien extérieur, les mène presque toujours à la mort comme aux camps de Treblinka et de Sobibor ou lors de la révolte du ghetto de Varsovie. Les Juifs sont exterminés en Europe centrale et orientale ainsi qu'aux Pays-Bas ou en Norvège. En France, c'est le quart de la population juive qui disparaît.
Le tableau ci-dessous montre le bilan de la Shoah par pays. Près de deux tiers des Juifs d'Europe continentale ont disparu et particulièrement le monde ashkénaze d'Europe centrale et orientale ainsi que la plus grande communauté séfarade d'Europe, celle de Salonique.
| Pays                  | Population juive estimée avant guerre | Population juive exterminée | Pourcentage de tués |
| --------------------- | ------------------------------------- | --------------------------- | ------------------- |
| Pologne               | 3 300 000                             | 3 000 000                   | 90                  |
| URSS                  | 3 100 000                             | 1 000 000                   | 32                  |
| Pays baltes           | 247 000                               | 206 000                     | 84                  |
| Allemagne et Autriche | 260 000                               | 185 000                     | 70                  |
| Tchécoslovaquie       | 255 000                               | 260 000                     | non significatif*   |
| Grèce                 | 75 000                                | 54 000                      | 70                  |
| Pays-Bas              | 100 000                               | 105 000                     | non significatif**  |
| Hongrie               | 400 000                               | 564 000                     | non significatif*   |
| Belgique              | 90 000                                | 25 000                      | 28                  |
| Yougoslavie           | 75 000                                | 60 000                      | 80                  |
| Roumanie              | 850 000                               | 280 000                     | 31                  |
| Norvège               | 1 700                                 | 764                         | 45                  |
| France                | 300 000                               | 80 000                      | 27                  |
| Bulgarie              | 50 000                                | 14 000                      | 28                  |
| Italie                | 57 000                                | 8 000                       | 13                  |
| Luxembourg            | 3 700                                 | 2 000                       | 54                  |
| Finlande              | 2 200                                 | 22                          | 1                   |
| Danemark              | 700                                   | 52                          | 7                   |
| Total                 | 9 167 300                             | 5 844 000                   | 64                  |

* Certains pays ont vu leurs frontières changer entre le début et la fin de la guerre.

**Outre l'incertitude statistique sur le nombre de Juifs, il est plausible que des personnes non comptées comme juives avant la guerre aient été assimilées à des Juifs par les Allemands (personnes converties ou ayant un grand-parent juif) et donc déportées
Soixante-cinq ans après la fin de la guerre, les conséquences démographiques sont encore sensibles : quand la population mondiale a quadruplé, la population juive mondiale n'atteint pas le niveau qu'elle avait en 1940. Au lieu de 60 % de la population juive mondiale, 10 % seulement vivent en Europe où la communauté la plus importante est celle de France. Tal Bruttmann écrit : « La "solution finale de la question juive" a détruit le judaïsme européen et ses cultures millénaires et séculaires ».
En 2019, le Centre d’art juif de l’université hébraïque de Jérusalem publie une étude qui montre qu’il y avait 17 000 synagogues en Europe en 1939. Seules 3237 existent encore (19 %) et 718 (22 % de celles qui existent encore) restent des synagogues en activité. Plus des trois quarts sont soit utilisées à d’autres fins, soit abandonnées. 133 sont des lieux de culte pour d’autres religions, 180 sont des musées, 289 sont des centres culturels et artistiques, et 900 sont devenus des maisons ou des bureaux. D’autres connaissent des utilisations variées et trois cents anciennes synagogues sont aujourd’hui à l’abandon. Entre 7 et 20 % des synagogues ayant survécu à la guerre subsitent en Europe orientale, de 50 à 60 % en Europe occidentale. Une résolution adoptée par l’Assemblée parlementaire du Conseil de l’Europe qualifie le patrimoine culturel juif de « partie intégrante du patrimoine culturel partagé en Europe » et affirme qu’il existe une « responsabilité commune de le préserver », afin de permettre une « compréhension plus profonde de la culture et du patrimoine juifs », et de lutter « contre l’ignorance et les préjugés ».
À l'occasion de l'annonce d'un financement d'une nouvelle section du musée de Yad Vachem, le 9 juin 2023, la présidente de la Commission européenne, Ursula von der Leyen, déclare : « L’histoire du peuple juif est l’histoire de l’Europe. Il y a un siècle, près de dix millions d’Européens étaient Juifs. Il y avait plus de Juifs en Europe que dans le reste du monde réuni. Et ce fut une bénédiction pour l’Europe. Notre mode de vie européen ne serait pas le même sans la culture et la science juives. [...] L’importance de nos racines juives a trop souvent été oubliée, minimisée ou même intentionnellement effacée. Il est temps de montrer que la culture juive est la culture européenne. C’était vrai il y a cent ans. Et c’est encore vrai aujourd’hui. L’Europe doit valoriser sa propre judéité. Pour que la vie juive en Europe puisse à nouveau prospérer. ».

### De 1945 à aujourd'hui
En 1945, le judaïsme européen est exsangue et n'est plus le pôle du judaïsme mondial qui se trouve alors aux États-Unis. La plus grande communauté juive se situe alors en URSS qui s'est agrandie durant la guerre et où subsistent un peu plus de deux millions de Juifs, les autres ayant disparu dans la Shoah ou en combattant dans l'Armée rouge. En Europe occidentale, la communauté française relativement épargnée devient la deuxième communauté d'Europe devant celle du Royaume-Uni.

#### La sort des rescapés et des réfugiés
Vers la fin de la guerre, 1 200 000 Juifs, « êtres humains brisés, déracinés, coupés de leur passé »partent à la recherche de leur nouveau domicile. 400 000 Juifs avaient trouvé refuge en URSS et certains rentrent chez eux, principalement en Pologne, encouragés par le gouvernement provisoire polonais. Le pogrom de Kielce en juillet 1946 met fin à cette illusion et beaucoup se rassemblent dans les camps de personnes déplacées en Allemagne et en Autriche. Environ 250 000 Juifs sont réfugiés dans ces camps où ils sont rapidement encadrés par des volontaires dépêchés de Palestine par l'Agence juive et par des délégués du Joint américain. Ainsi 83 000 Juifs rejoignent la Palestine avant 1948. Puis, entre 1948 et 1951, après l'indépendance de l'État d'Israël, 332 000 Juifs européens partent pour le nouvel État juif depuis les camps d'Allemagne ou l'Europe de l'Est. 165 000 autres iront en France, en Grande-Bretagne, Australie ou en Amérique. En France, l'Œuvre de secours aux enfants, après avoir sauvé des milliers d'enfants durant la guerre, en abrite encore plusieurs milliers avant qu'ils ne retrouvent quelque famille.

#### L'arrivée des Juifs d'Afrique du Nord

Synagogue Don Isaac Abravanel, rue de la Roquette à Paris (1962).

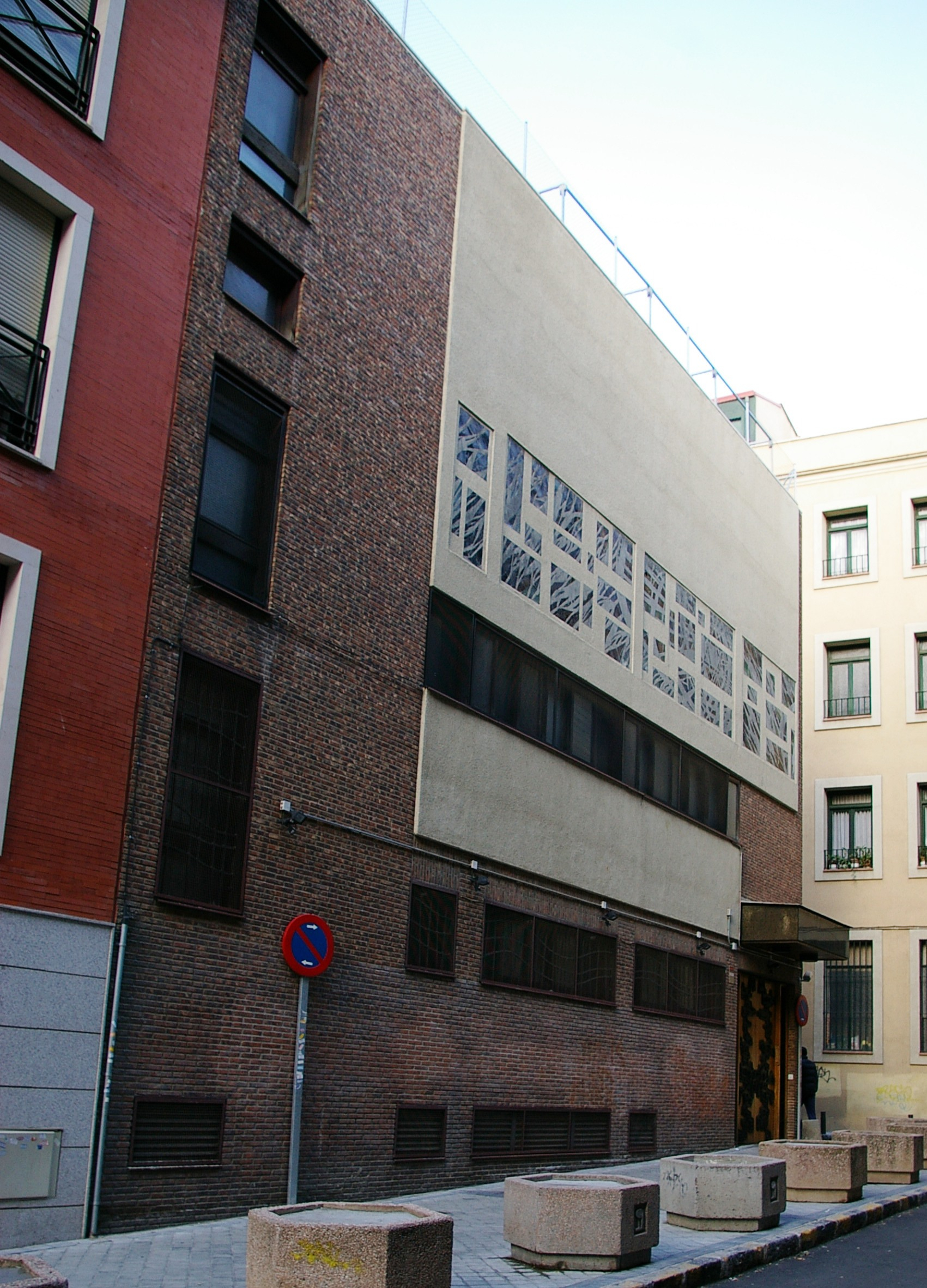
Synagogue de Madrid (1968).

De 1948 à 1975, des centaines de milliers de Juifs de rite séfarade quittent les pays arabes nouvellement indépendants en raison de la montée du nationalisme arabe et du développement du sionisme qui pousse certains Juifs à s'installer en Israël par idéal politique et/ou religieux et motivations sécuritaires et économiques.
De 1948 à 1967, environ 235 000 Juifs d'Afrique du Nord se réfugient en France, principalement quand ils sont citoyens français (comme en Algérie, indépendante en 1962) ou francophones (dans les autres pays d'Afrique du Nord comme le Maroc et la Tunisie, indépendants en 1956, ou l'Égypte, pays qui compte une importante population juive francophone). Grâce à eux, la population juive en France bondit, entre 1950 et 1976, de 225 000 à 650 000 personnes environ mais d'autres s'installent en Espagne où une synagogue est inaugurée pour la première fois depuis 1492, à Madrid en 1968. Des Juifs égyptiens s'installent aussi en Grande-Bretagne et ceux de Libye en Italie.
La communauté juive française, jusqu'alors presque exclusivement ashkénaze, devient majoritairement séfarade. Moins assimilés que leurs coreligionnaires établis depuis plus longtemps en France, les Juifs de rite séfarade vont contribuer à relancer la pratique religieuse.

#### L'émigration des Juifs soviétiques
De l'arrivée au pouvoir de Staline jusqu'après le début de la seconde Guerre mondiale, le pouvoir soviétique mène une politique systématique de liquidation de l'identité culturelle et religieuse des Juifs, même si être juif est une nationalité apposée sur la carte d'identité. Afin de préserver l'identité culturelle juive, une des rares nationalités de l'URSS à ne pas disposer de territoire propre et de s'opposer au projet sioniste, Staline crée même un territoire autonome juif autour de la ville de Birobidjan en Extrême-Orient soviétique, qui n'accueille toutefois au plus que quelques dizaines de milliers de Juifs.
En avril 1942, est créé le Comité antifasciste juif dont le président est un acteur populaire, Solomon Mikhoels, et qui participe à la propagande soviétique auprès de la communauté juive américaine. Mais dès la fin de la guerre, les persécutions reprennent, Mikhoels est exécuté en 1948 et la plupart des membres du Comité juif antifasciste en 1952. Les Juifs sont dénoncés comme cosmopolites. L'antisémitisme culmine avec la dénonciation du prétendu complot des blouses blanches mais les Juifs sont sauvés par la mort de Staline puis l'abandon des charges en avril 1953.
Sous Khrouchtchev puis sous Brejnev, l'antisémitisme devient moins violent même si la vie communautaire ne peut reprendre. Elie Wiesel parle alors des Juifs du silence. De plus, après la guerre des Six Jours, l'antisionisme se confond avec l'antisémitisme. Dans les autres pays communistes, la condition des Juifs n'est guère meilleure : 20 000 Juifs polonais quittent la Pologne de 1968 à 1970 à la suite d'une campagne officiellement antisioniste, des 350 000 Juifs roumains de 1951, seuls quelques milliers vivent encore en Roumanie à la chute du communisme en 1989.
Toutefois, à partir de 1969 et jusqu'à 1980, sous la pression de l'opinion internationale, le régime soviétique permet l'émigration de plus de 300 000 Juifs principalement vers les États-Unis et indirectement vers Israël. Mais surtout la perestroïka de Gorbatchev puis la chute de l'Union soviétique permettent aux Juifs de retrouver la liberté. Une Fédération des communautés et organisations juives est fondée à Moscou en 1989, qui doit rapidement faire face à l'antisémitisme russe. Mais surtout, une gigantesque émigration se produit qui mène deux millions de Juifs aux États-Unis et en Israël. La population juive d'Union soviétique dépassait en 1959 les 2 200 000 personnes. En 2016, la Russie n'abrite plus que 179 000 Juifs.

#### Aujourd'hui

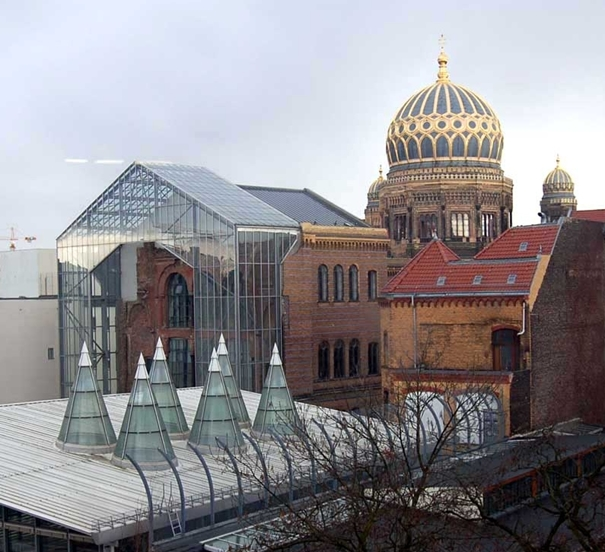
Nouvelle synagogue de Berlin reconstruite.

La plupart des types de judaïsme, les Juifs orthodoxes, les Juifs conservateurs, les Juifs réformés sont représentés en Europe. Dans un pays comme la France, les rabbins pour la plupart affiliés au Consistoire central israélite de France sont orthodoxes mais la pratique des fidèles comporte tous les degrés, de la stricte orthodoxie à la pratique annuelle du juif de Kippour qui ne fréquente la synagogue que dans la dernière heure de l'office de Kippour, lorsque retentit le chofar. Les Juifs européens sont souvent très assimilés et partagent totalement le mode de vie de leurs concitoyens. La pratique du judaïsme est liée à la présence de synagogues mais aussi de commerces cachères, viables que s'ils ont une pratique suffisante. Les petites communautés juives ont donc des difficultés à survivre, ce qui explique que la présence de communautés juives soit limitée à quelques grandes villes.
Le Congrès juif européen, qui a été fondé en 1986 et est présidé en 2012 par le Russe Moshe Kantor se dit la seule organisation politique représentative de la communauté juive européenne et est affilié au Congrès juif mondial. Il essaye de fédérer les organisations juives nationales qui restent cependant plus influentes auprès des communautés juives. Notamment, il entend défendre une politique européenne équilibrée envers Israël, dont il considère que l'image est souvent calomniée. Quant aux organisations nationales, leurs activités couvrent les domaines religieux, culturel et social ainsi que les relations avec le pouvoir politique. Les organisations sociales et caritatives sont nombreuses chaque fois qu'il peut exister une communauté organisée.
Si l'antisémitisme traditionnel est en régression dans toute l'Europe occidentale, les Juifs peuvent toujours en être victime tel Ilan Halimi massacré en 2006 en région parisienne par le gang des barbares car censé être riche et ils doivent aussi faire face à un nouvel antisémitisme qui a culminé en France avec la tuerie de l'école Ozar Hatorah de Toulouse où quatre personnes dont trois jeunes enfants ont été assassinés par un terroriste islamiste puis en Belgique avec la tuerie du Musée juif de Belgique en mai 2014 commise aussi probablement par un terroriste de nationalité française. Cet antisémitisme peut aussi toucher aussi des pays avec peu de Juifs comme la Suède,.
Le 17 décembre 2020, la Cour de justice de l’Union européenne estime que l’étourdissement préalable d’un animal lors de son abattage peut être imposé dans l’Union européenne sans qu’il nie pour autant la liberté des cultes et les rites traditionnels juifs et musulmans, légalisant ainsi un décret flamand de 2017 ayant pour effet d’interdire l’abattage d’animaux selon les rites traditionnels juif et musulman. La Cour a conclu que « les mesures que comporte le décret permettent d’assurer un juste équilibre entre l’importance attachée au bien-être animal et la liberté des croyants juifs et musulmans de manifester leur religion ». Elle ajoute que « le décret n’interdit ni entrave la mise en circulation de produits d’origine animale provenant d’animaux qui ont été abattus rituellement lorsque ces produits sont originaires d’un autre État membre ou d’un État tiers ». Le président du Comité de coordination des organisations juives de Belgique (CCOJB), Yohan Benizri, a vu dans l’arrêt de la CJUE « un déni de démocratie ».

##### Renaissance de l'antisémitisme

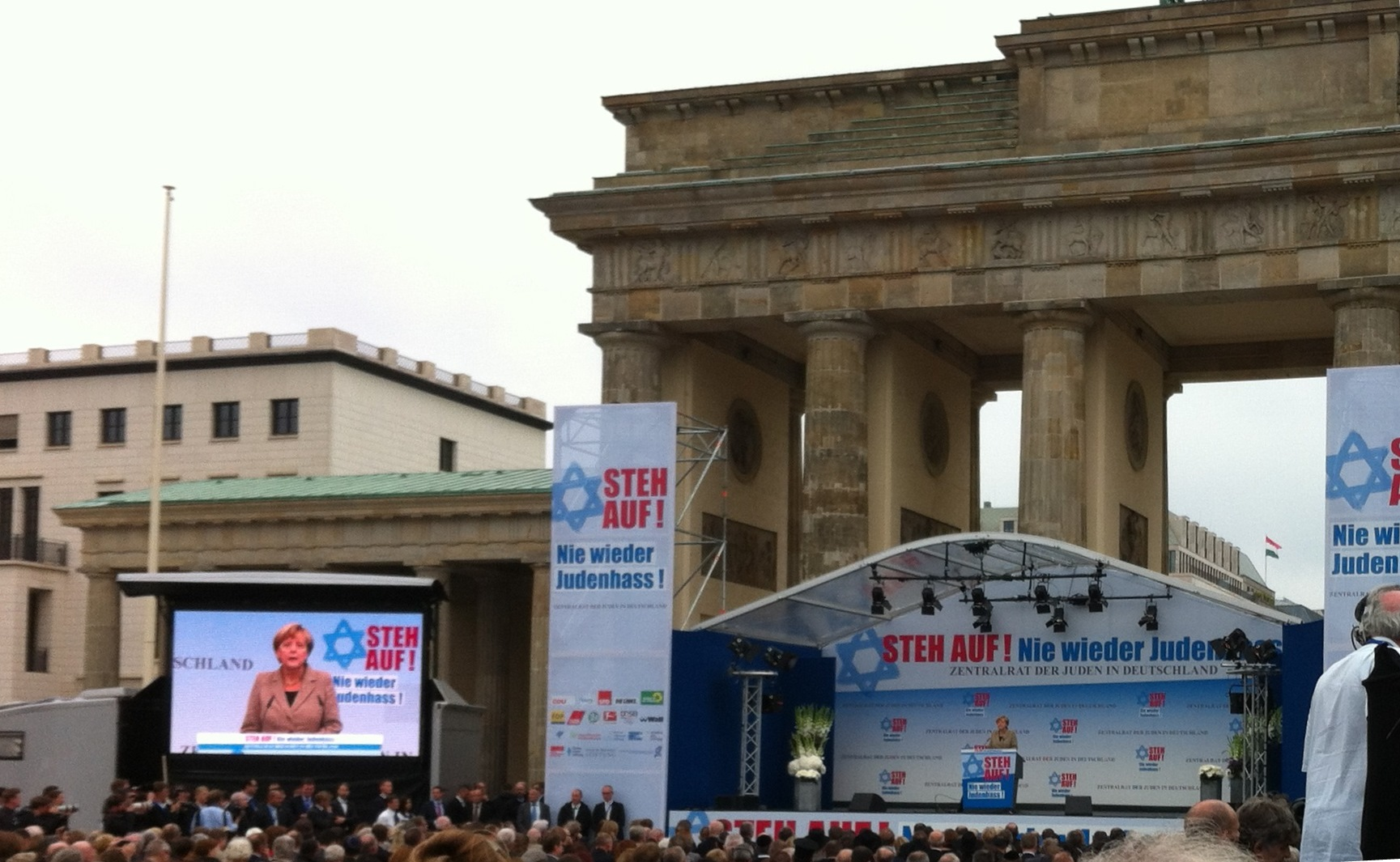
Angela Merkel prononçant un discours dénonçant l'antisémitisme (14 septembre 2014).

La presse internationale rapporte une augmentation des incidents antisémites dans le monde, liée à la guerre de Gaza de 2014. Ainsi, le journal The Independent reprend-il les statistiques d'un organisme de sécurité de la communauté juive selon lesquelles le nombre d'incidents antisémites au Royaume-Uni aurait crû de 36 % en juillet 2014. En France, des synagogues et des commerces juifs ont été vandalisés, des Juifs isolés ont été molestés lors de manifestations pro-palestiniennes auxquelles se sont joints des extrémistes et où des slogans antisémites ont été entendus. Al Jazeera America y voit une montée des attaques racistes contre les Juifs français, ceci reflétant un changement dans les tendances démographiques. Selon Dominique Moïsi : « Aujourd'hui, les Juifs sont principalement attaqués par des gens irrités par l'action de l'armée israélienne et en tenant tous les Juifs pour responsables ». USA Today signale des incidents antisémites dans plusieurs pays européens (Allemagne, Angleterre, Italie, Belgique, France) et en Turquie.
Le secrétaire général de l'ONU, Ban Ki-moon, a déploré « la flambée d'attaques antisémites, notamment en Europe, en lien avec les manifestations concernant l'escalade de la violence à Gaza » et estime que « le conflit au Proche-Orient ne doit pas fournir un prétexte pour une discrimination qui pourrait affecter la paix sociale n'importe où dans le monde ».
Devant l'augmentation de la fréquence des incidents antisémites, le Conseil central des Juifs en Allemagne organise, le 14 septembre 2014, une manifestation contre l'antisémitisme à la porte de Brandebourg à Berlin qui rassemble environ cinq mille personnes. La chancelière fédérale Angela Merkel y déclare que « l'antisémitisme ne doit avoir aucune chance en Allemagne »,,. Après la tuerie antisémite du 9 janvier 2015 à Paris qui fait quatre morts, Frans Timmermans, premier vice-président de la Commission européenne déclare : « Dans certains états de l'UE, une majorité de la communauté juive n'est pas sûre d'avoir un avenir en Europe. [...] C'est un défi immense aux fondements mêmes de l'intégration ». À la suite des Fusillades de Copenhague du 14 février 2015, dont la seconde visait une synagogue, le Premier ministre britannique David Cameron dénonce un "attentat effroyable" contre "la liberté d'expression et la liberté de culte" et la chancelière allemande Angela Merkel "le mépris de la dignité humaine" que trahissent ces attaques. En 2015 et en 2016, devant la recrudescence des agressions contre les juifs porteurs de kippa, des responsables communautaires juifs en Allemagne et en France appellent à éviter le port de la kippa dans certaines villes, suscitant la réprobation d'autres responsables comme le grand-rabbin de France,,.
Durant un débat devant le Parlement européen, le 27 septembre 2016, le président de la Conférence des rabbins européens (en), le rabbin Pinchas Goldschmidt (en) dénonce les menaces que font peser sur le judaïsme européen d'une part l'islam radical et le terrorisme islamiste et d'autre part l'extrême droite. Dans sa conclusion du débat, le président du Parlement européen, Martin Schulz rappelle que la population juive européenne a décru de quatre millions en 1945 à peine plus d'un million aujourd'hui et qu'il est temps de prendre des mesures effectives pour que l'Europe soit une meilleure patrie (« better home ») pour les Juifs.
Le 1er juin 2017, le Parlement européen adopte une définition de l'antisémitisme, accompagnée d'exemples, qu'il demande à tous les États membres de l'Union européenne de partager,,, :

« L’antisémitisme est une certaine perception des Juifs qui peut se manifester par une haine à leur égard. Les manifestations rhétoriques et physiques de l’antisémitisme visent des individus juifs ou non et/ou leurs biens, des institutions communautaires et des lieux de culte. »

Si l'antisionisme n'est pas explicitement mentionné dans cette définition de l'antisémitisme, elle inclut dans ses exemples « Refuser au peuple juif son droit à l'autodétermination par exemple en affirmant que l'existence d'un État d'Israël est une entreprise raciste. »
Au 5 décembre 2019, vingt pays dont seize de l'Union européenne et la France ont adopté cette résolution.

###### L'attaque du Hamas du 7 octobre 2023 et la guerre qui s'ensuit
Après le massacre du 7 octobre 2023 en Israël par le Hamas et le déclenchement de la riposte israélienne, la Commission européenne, dans un communiqué, estime que « les Juifs d'Europe vivent de nouveau dans la peur » à la suite de la recrudescence des incidents antisémites à travers l'Europe. Plus d'un an plus tard dans soirée du 7 novembre 2024 alors que les incidents antisémites se sont multipliés dans toute l'Europe de puis le 7 octobre, à l'occasion d'un match de football à Amsterdam entre l'Ajax Amsterdam et le Maccabi Tel Aviv, de violents incidents donnent lieu à une « nuit noire à Amsterdam : une "chasse aux Juifs" menée par des jeunes en scooter et des chauffeurs de taxi annoncée bien à l'avance sur Telegram » contre les supporters du club israélien. Ces violences sont dénoncées par les autorités néerlandaises mais aussi européennes, allemandes, françaises et américaines.

## Démographie

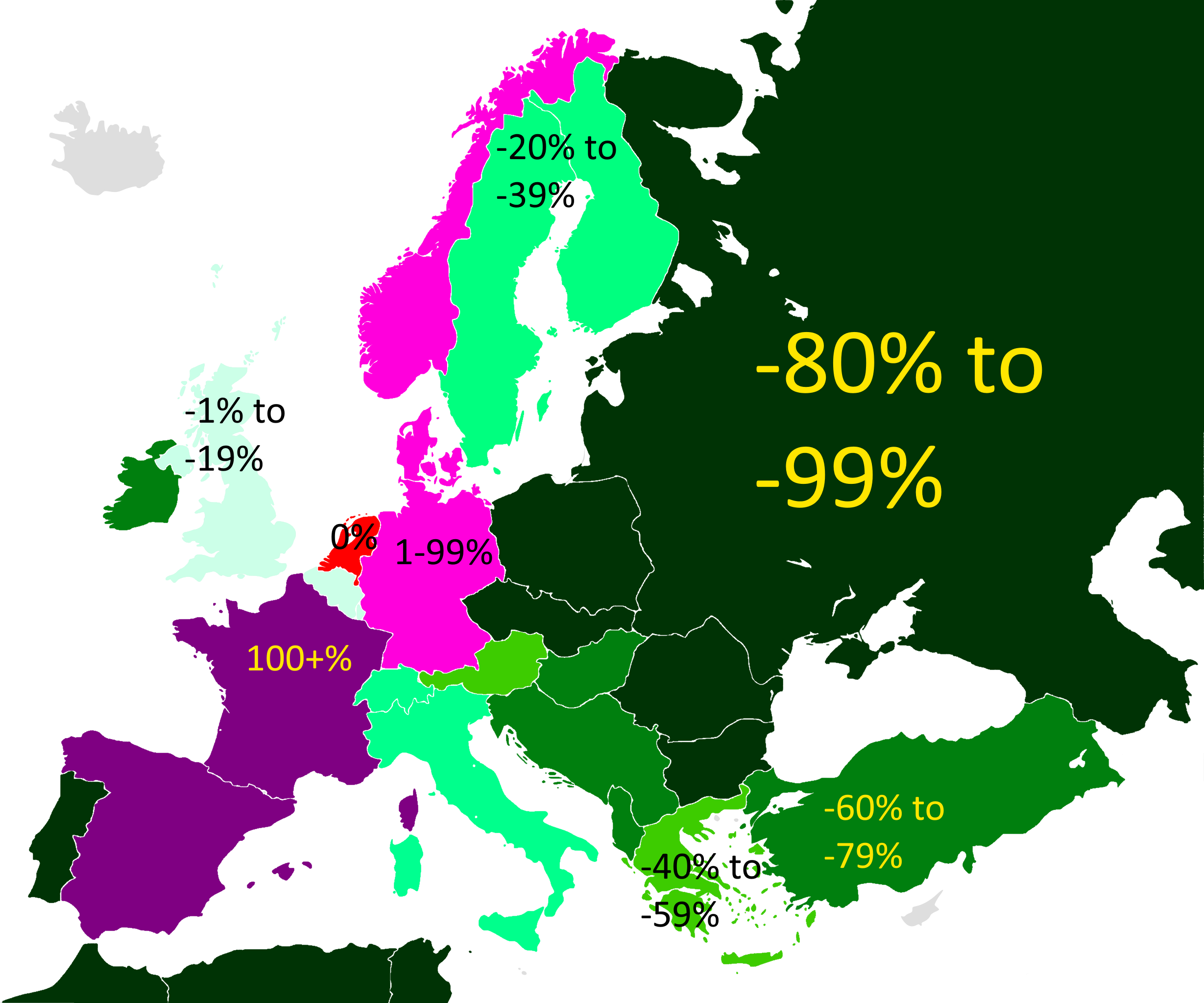
Évolution de la population juive européenne après la Seconde Guerre mondiale : croissance limitée à la France, l'Allemagne, l'Espagne et la Norvège, quasi-disparition en Europe orientale.

En 2016, les Juifs européens se montent à environ 1 372 400 personnes(moins de 0,2 % de la population européenne totale) dont plus d'un tiers en France et le reste principalement au Royaume-Uni, en Russie et en Allemagne où de nombreux Juifs sont revenus s'établir à la suite de l'essor économique de ce pays, en provenance de l'ancienne Union soviétique, alors qu'ils étaient plus de quatre millions en 1945.

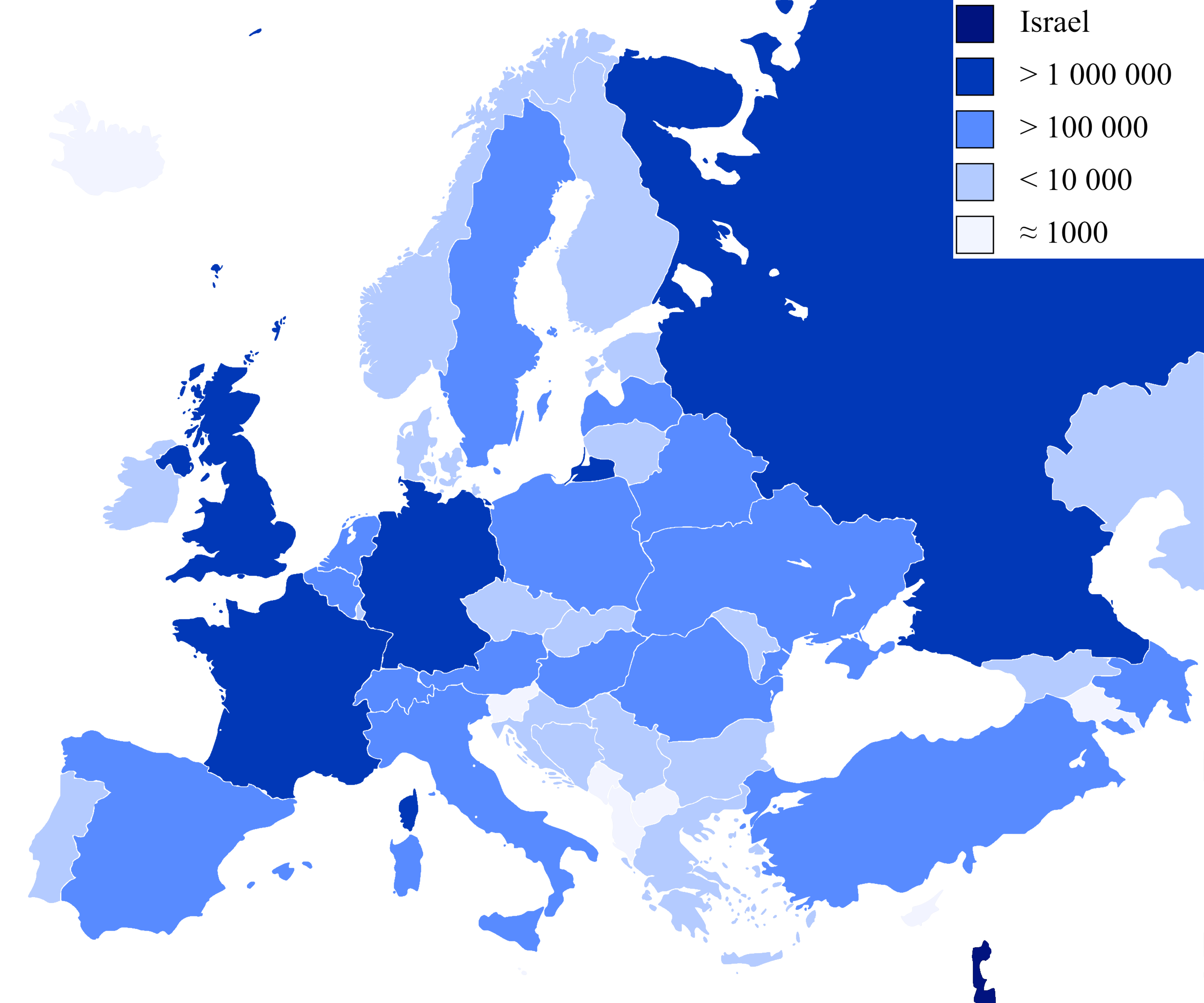

À partir de 2014 et avec les attentats antisémites à Toulouse ou Paris, l'émigration française juive vers Israël devient importante (sept à huit mille personnes en 2014 et en 2015). Les chiffres de l’alya pour 2015 montrent au total une augmentation d’environ 35 % de l’alya d’Europe de l’est, y compris l’ancienne Union soviétique, avec l’arrivée de 15 000 immigrants, contre 12 300 en 2014. 9 330 immigrants sont arrivés en Israël d’Europe de l’ouest en 2015, une augmentation de 6 % par rapport aux 8 800 arrivés en 2014. 
| Pays        | Population juive (2016) | Tendance récente |
| ----------- | ----------------------- | ---------------- |
| France      | 460 000                 | Diminution       |
| Royaume-Uni | 290 000                 | Augmentation     |
| Russie      | 179 000                 | Diminution       |
| Allemagne   | 117 000                 | Diminution       |

En 2020, la population juive en Europe est évaluée à 1 300 000 personnes en diminution de 60 % — 1 900 000 personnes — par rapport à 1970. Ce déclin est majoritairement  lié à l'émigration de 1,5 million de Juifs russes lors de la chute du rideau de fer mais aussi à la diminution de 8,5 % de la population juive de l'Europe occidentale qui compte en 2020 un million de personnes. En outre, 40 % des membres des communautés juives d'Allemagne, de Russie et d'Ukraine sont âgés de plus de 65 ans ce qui laisse présager un déclin démographique rapide.
En 1900, les Juifs d’Europe représentaient 83 % de la population juive mondiale. Après la Shoah puis l'émigration des Juifs de l'ancienne Union soviétique, ils n'en représentent plus que 9 % en 2020.

### Subdivisions ethniques juives d'Europe
- Ashkénazes (Juifs originaires d'Europe centrale et orientale)
- Séfarades (au sens strict, Juifs originaires du Portugal et d'Espagne, au sens large en incluant les Juifs Mizrahim originaires des pays arabes et du Moyen-Orient)
- Romaniotes (Juifs grecs)
- Juifs italiens (aussi appelés Bené Roma), Juifs originaires d'Italie contrairement aux Ashkénazes ou aux Séfarades
- Karaïtes de Crimée et Krymtchaks (Juifs de Turquie venus en Crimée)